# Les Andelys
Les Andelys [lezɑ̃dli] sont une commune française située en région Normandie dans le département de l'Eure, peuplée de 7822 habitants.

## Géographie

### Localisation
Les Andelys sont une commune de la vallée de la Seine du nord-est du département de l'Eure, située à 100 kilomètres de Paris et à 40 kilomètres de Rouen.

### Communes limitrophes
Les communes limitrophes sont Bouafles, Cuverville, Guiseniers, Harquency, Hennezis, Vézillon, Les Trois Lacs et Frenelles-en-Vexin.
| Cuverville Le Thuit                                    | Cuverville Frenelles-en-Vexin (comm. dél. de Fresne-l'Archevêque et de Corny) | Frenelles-en-Vexin (comm. dél. de Boisemont) |
| Le Thuit Les Trois Lacs (comm. dél. de Tosny) Vézillon | Andelys                                                                       | Harquency                                    |
| Bouafles                                               | Bouafles Hennezis                                                             | Guiseniers                                   |

### Hydrographie
La commune est située dans le bassin Seine-Normandie. Elle est drainée par la Seine, le Cambon, un bras de la Seine, le fossé 01 de la commune de Fresne-l'Archeveque, le fossé 01 de la commune des Andelys, le fossé 01 de la commune du Thuit, le fossé 02 de la commune de Fresne-l'Archeveque, le fossé 04 de la commune des Andelys et le Gambon,.

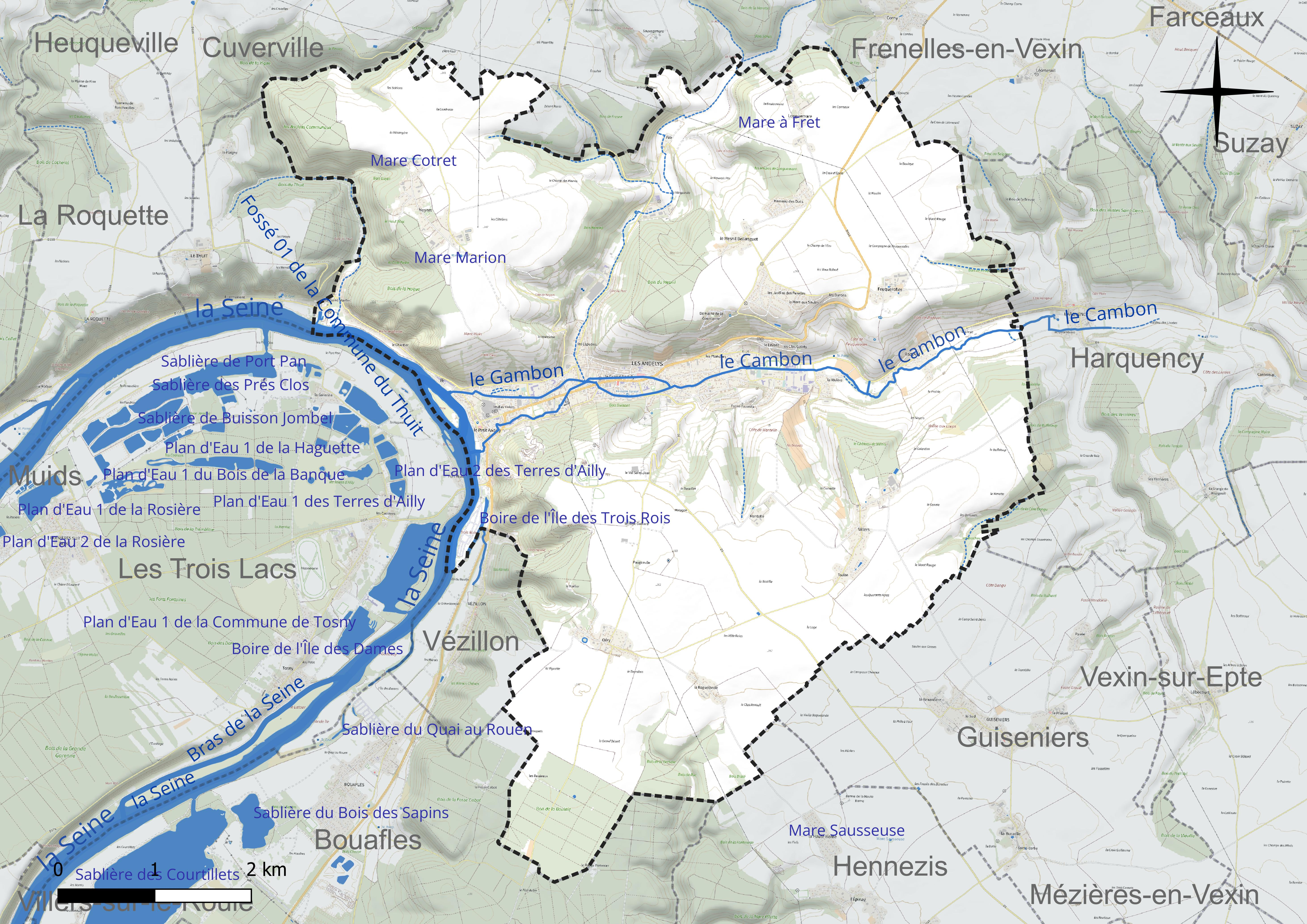
Réseau hydrographique des Andelys.

Quatre plans d'eau complètent le réseau hydrographique : la Boire de l'Île des Trois Rois, d'une superficie totale de 2 ha (1,5 ha sur la commune), la mare à Fret (0 ha), la mare Cotret (0,1 ha) et la mare Marion (0,1 ha),.

### Climat
Pour des articles plus généraux, voir Climat de la Normandie et Climat de l'Eure.
En 2010, le climat de la commune est de type climat océanique dégradé des plaines du Centre et du Nord, selon une étude du CNRS s'appuyant sur une série de données couvrant la période 1971-2000. En 2020, Météo-France publie une typologie des climats de la France métropolitaine dans laquelle la commune est exposée à un climat océanique et est dans la région climatique Côtes de la Manche orientale, caractérisée par un faible ensoleillement (1 550 h/an) ; forte humidité de l’air (plus de 20 h/jour avec humidité relative > 80 % en hiver), vents forts fréquents. Parallèlement le GIEC normand, un groupe régional d’experts sur le climat, différencie quant à lui, dans une étude de 2020, trois grands types de climats pour la région Normandie, nuancés à une échelle plus fine par les facteurs géographiques locaux. La commune est, selon ce zonage, exposée à un « climat des plateaux abrités », correspondant aux plaines agricoles de l’Eure, avec une pluviométrie beaucoup plus faible que dans la plaine de Caen en raison du double effet d’abri provoqué par les collines du Bocage normand et par celles qui s’étendent sur un axe du Pays d'Auge au Perche.
Pour la période 1971-2000, la température annuelle moyenne est de 11 °C, avec  une amplitude thermique annuelle de 14,2 °C. Le cumul annuel moyen de précipitations est de 723 mm, avec 12 jours de précipitations en janvier et 8 jours en juillet. Pour la période 1991-2020, la température moyenne annuelle observée sur la station météorologique la plus proche, située sur la commune de Muids à 9 km à vol d'oiseau, est de 12,0 °C et le cumul annuel moyen de précipitations est de 609,1 mm,. Pour l'avenir, les paramètres climatiques de la commune estimés pour 2050 selon différents scénarios d’émission de gaz à effet de serre sont consultables sur un site dédié publié par Météo-France en novembre 2022.

### Milieux naturels et biodiversité

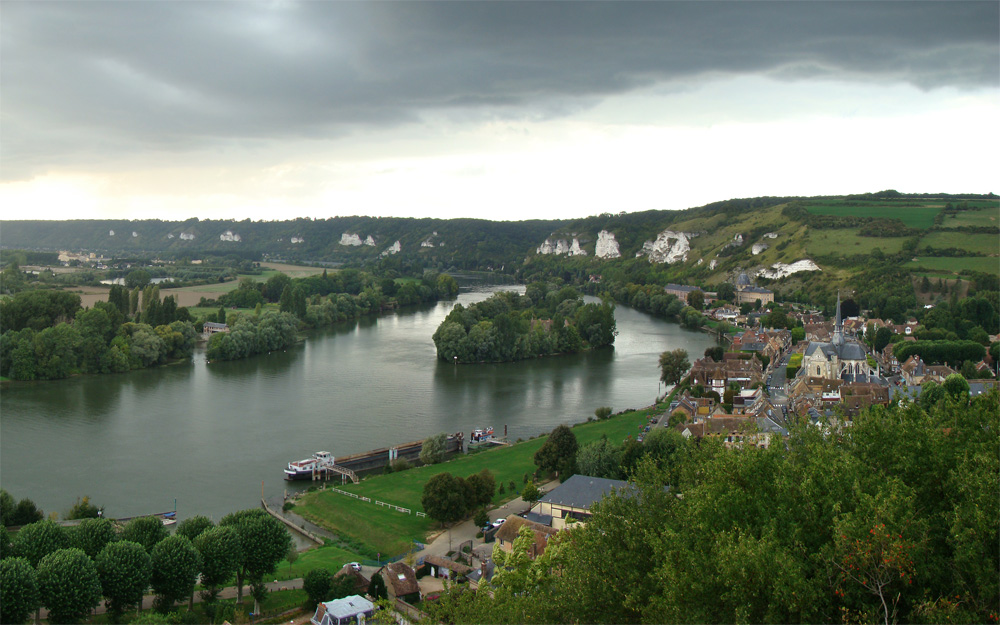
Panorama de la Seine offert par le belvédère du Château-Gaillard.

La commune se trouve encaissée dans la vallée du Gambon, au cœur de l'une des boucles de la Seine.
Les coteaux de la Seine situés près des Andelys, hauts de 150 mètres, font partie du réseau européen d'espaces protégés Natura 2000 grâce notamment à leur végétation particulière.
Les falaises de craie, dont certaines sont utilisées par des grimpeurs (varappe et escalade), sont parmi les plus hautes de la vallée de la Seine. Elles composent un paysage pittoresque (blancheur de la roche entourée d'une végétation très dense) au-dessus du fleuve.

#### Site classé
- La boucle de la Seine dite de Château-Gaillard est un  Site classé (2006)[20].

#### Site inscrit
- La promenade des prés aux Andelys  Site inscrit (1932)[21].

## Urbanisme

### Typologie
Au 1er janvier 2024, Les Andelys sont catégorisés petite ville, selon la nouvelle grille communale de densité à 7 niveaux définie par l'Insee en 2022.
Elle appartient à l'unité urbaine des Les Andelys, une agglomération intra-départementale dont elle est ville-centre,.
Par ailleurs la commune fait partie de l'aire d'attraction des Andelys, dont elle est la commune-centre,. Cette aire, qui regroupe 7 communes, est catégorisée dans les aires de moins de 50 000 habitants,.

### Occupation des sols
L'occupation des sols de la commune, telle qu'elle ressort de la base de données européenne d’occupation biophysique des sols Corine Land Cover (CLC), est marquée par l'importance des territoires agricoles (69,6 % en 2018), en diminution par rapport à 1990 (71,2 %).
La répartition détaillée en 2018 est la suivante : terres arables (53,2 %), forêts (21,4 %), prairies (13,6 %), zones urbanisées (6,8 %), zones agricoles hétérogènes (2,8 %), eaux continentales (1,2 %), zones industrielles ou commerciales et réseaux de communication (1 %).

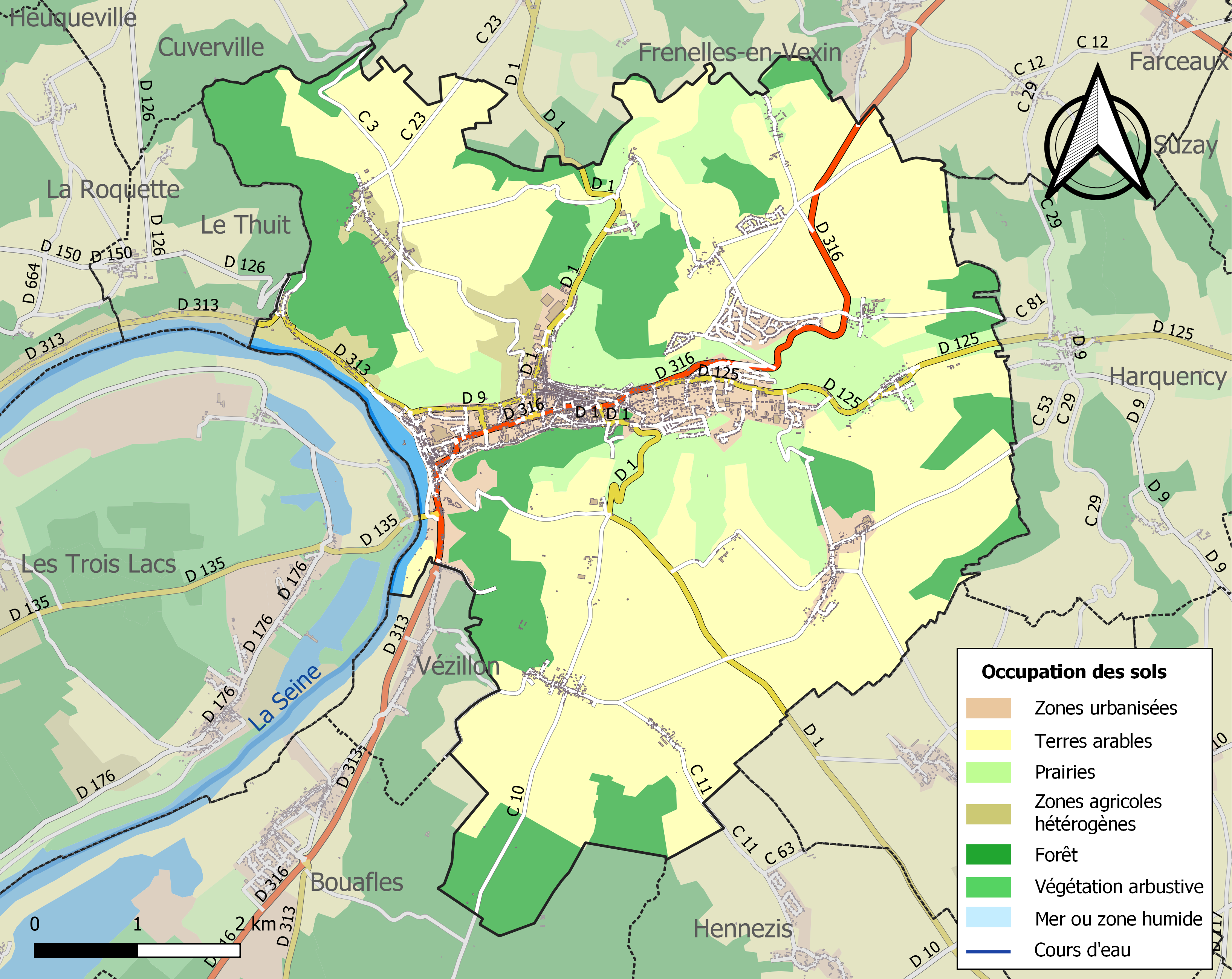
Carte des infrastructures et de l'occupation des sols de la commune en 2018 (CLC).

L'évolution de l’occupation des sols de la commune et de ses infrastructures peut être observée sur les différentes représentations cartographiques du territoire : la carte de Cassini (XVIIIe siècle), la carte d'état-major (1820-1866) et les cartes ou photos aériennes de l'IGN pour la période actuelle (1950 à aujourd'hui).

### Lieux-dits, hameaux et écarts
La commune des Andelys compte onze hameaux, pour la plupart situés sur les plateaux :
- au nord : Feuquerolles, le Mesnil-Bellanguet, Longuemare, Noyers (dont le lieu-dit les Câteliers) par la route départementale D 316 ;
- dans la vallée : Radeval, Paix, le Val-Saint-Martin, par la route départementale D 125 ;
- au sud : Cléry, la Baguelande, Mantelle, Villers, par la route départementale D 1.

### Logement
En 2020, le nombre total de logements dans la commune était de 4 149, alors qu'il était de 4 085 en 2015 et de 3 723 en 2010.
Parmi ces logements, 83 % étaient des résidences principales, 3,7 % des résidences secondaires et 13,3 % des logements vacants. Ces logements étaient pour 59 % d'entre eux des maisons individuelles et pour 40,1 % des appartements.
Le tableau ci-dessous présente la typologie des logements aux Les Andelys en 2020 en comparaison avec celle de l'Eure et de la France entière. Une caractéristique marquante du parc de logements est ainsi une proportion de résidences secondaires et logements occasionnels (3,7 %) inférieure à celle du département (6,2 %) et à celle de la France entière (9,7 %). Concernant le statut d'occupation de ces logements, 49,4 % des habitants de la commune sont propriétaires de leur logement (46,4 % en 2015), contre 65,3 % pour l'Eure et 57,5 pour la France entière.
| Typologie                                               | Les Andelys | Eure | France entière |
| ------------------------------------------------------- | ----------- | ---- | -------------- |
| Résidences principales (en %)                           | 83          | 85,5 | 82,1           |
| Résidences secondaires et logements occasionnels (en %) | 3,7         | 6,2  | 9,7            |
| Logements vacants (en %)                                | 13,3        | 8,2  | 8,2            |

### Voies de communication et transports

#### Voies routières

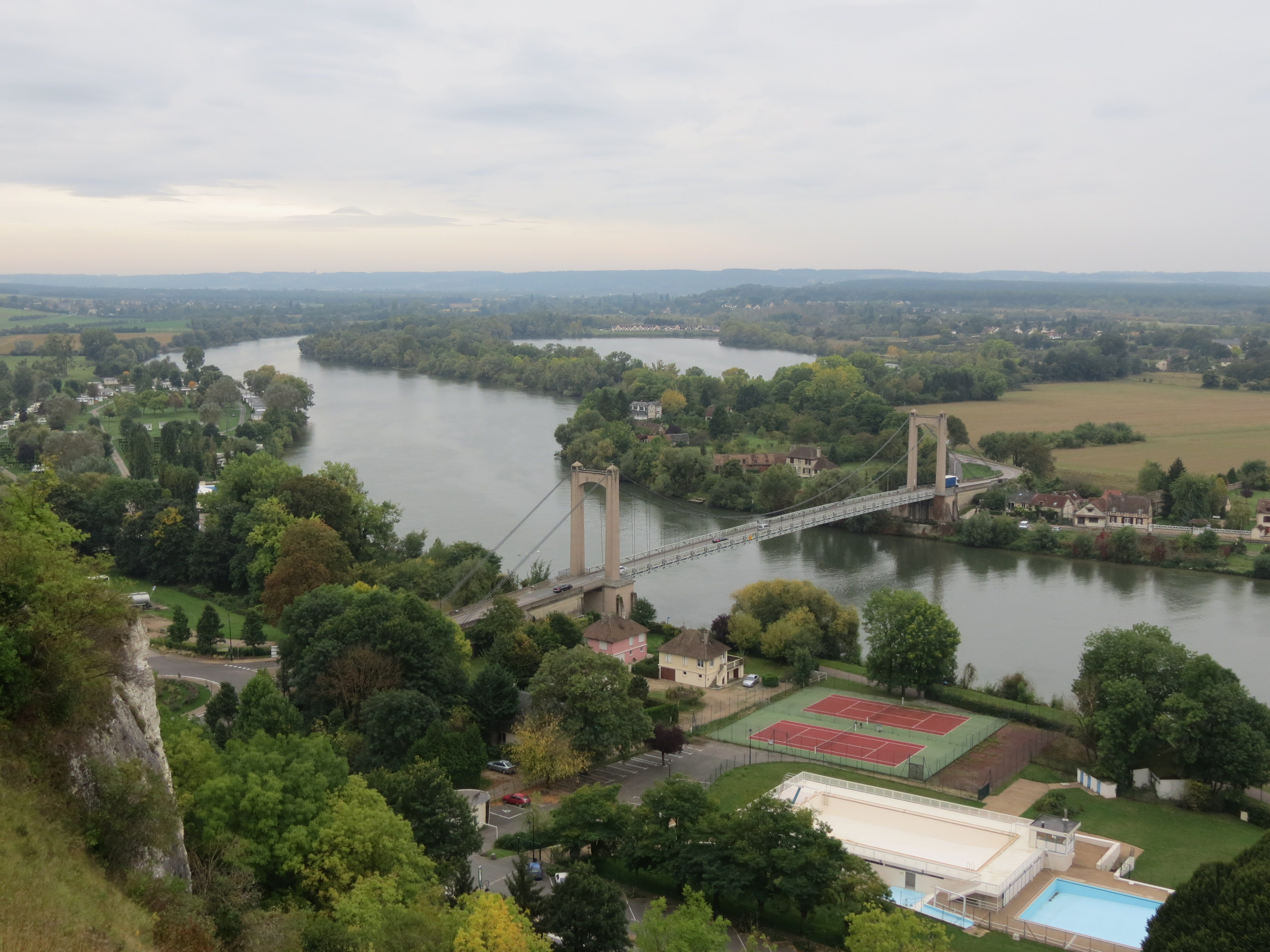
Pont suspendu des Andelys -
RD 135.

Les Andelys sont notamment traversés par la route départementale D 135.
Un pont routier suspendu reconstruit après les destructions de la Seconde Guerre mondiale, en 1947, traverse la Seine entre la rive gauche vers Tosny et la rive droite andelysienne. C'est le seul pont existant entre Courcelles-sur-Seine et Saint-Pierre-du-Vauvray. L'ouvrage a été réalisé par la société Baudin Chateauneuf.

## Toponymie

Blason ville Grand Andelys (Eure).

Blason ville Petit Andelys (Eure).

Commune urbaine formée en 1790 de la réunion du Grand Andely et du Petit Andely (Ancienne place fortifiée, connue au XIIe siècle sous le nom de la Couture d’Andeli ; port du Grand-Andely).

### Les Andelys
Le nom de la localité est attesté sous les formes Andelaum, Andelaium en 588, Andilegum début VIIIe siècle (Bède), Andeleius (époque mérovingienne), Andelagum vers 830 (Gesta de Fontenelle), Andeliacum vers 1045, Les deux Andilly en 1637 (mémoires de Puységur).
D'un type toponymique celtique (gaulois) *Andilācon ou *Andeliācon. François de Beaurepaire ne tient pas compte des formes de 588, pour lui, il s'agit d'un nom de lieu celtique (gaulois) ou gallo-romain en -acum (gallo-roman *-ACU < gaulois *-ācon), suffixe d'origine gauloise (comparer ancien gallois -oc, gallois -og, ancien breton -oc > -euc > -ec > néo-breton -eg), marquant la localisation, puis la propriété. Les formes anciennes attestent de la lénition du [c] intervocalique présent dans *-ACU qui a régulièrement abouti à [g] puis [j] avant de s'amuïr complètement (c'est déjà le cas dans la forme Andelei-us, avec -us comme désinence fictive).
Le premier élément est peut-être un appellatif andal / andel que l'on reconnaîtrait également dans le nom de l'Andelle et qui désigne des « eaux agitées » ou des « eaux en mouvement ». Cf. vieil occitan andalhon « mouvement de l'eau, va-et-vient de l'eau »,.
Les anthroponymes gaulois *Andilus, suivi de -IACU (autrement transcrit -iacum) ou *Andilius + -acum proposés par Albert Dauzat ne sont pas attestés (Andala serait attesté).
Une autre hypothèse décompose Andilegum (attesté en 731) en *ande, « en avant ; au-dessous » et *ialo, « champ, clairière » (de la racine indo-européenne *ielo, « terre qui porte des fruits tard ; terre infertile »). L'évolution de Andelaium (588) à Andilegum (731), alors qu'on attendrait *Andegilum, s'explique par une métathèse. L'utilisation tardive (au Xè siècle) du suffixe -acum dans Andeliacum est une réfection latinisante.  
Le pluriel, les Andelys (on ne prononce pas le -s final) s'explique par la présence de deux agglomérations : le Grand Andely, village d'origine et le Petit Andely, seulement attesté au XIIIe siècle comme le Nouvel Andely (sous la forme latinisée Andeliacum novum en 1232) ou la Couture d'Andely, couture signifiant « culture » en ancien français.
Homonymie possible avec Andilly (Haute-Savoie), Andilly (Val-d'Oise) et Andilly (Haute-Marne), avec Andillé (Vienne), avec Andelat (Cantal) et Andillac (Tarn), selon François de Beaurepaire, alors que pour ces derniers, Albert Dauzat propose l’anthroponyme *Andillius, non attesté, dérivé du nom de personne gaulois Andius.

### Micro-toponymie
Certains témoignent de l'emploi de la langue norroise par une partie de la population au Moyen Âge ou du moins, de la limite géographique de son emploi dans la partie occidentale du Vexin normand.
- La Baguelande (Bagalunda 1200; Bagelunda 1214; Bagelunda 1237), ancien *Baguelonde, du vieux norrois lundr « bosquet, bois » qui a donné les nombreux la Londe . Il a subi tardivement l'attraction du mot français lande. Il est précédé du nom de personne norrois Baggi (identifié aussi dans Bagby, Yorkshire)[35].
- Longuemare (sans forme ancienne), soit de l'ancien français long au féminin, soit de l'ancien scandinave langr « long » remplacé postérieurement par le français long comme Longuemare (Seine-Maritime, Sommesnil, Langomarra fin XIe siècle - début XIIe siècle; Longue Marre 1757) ou Longtuit (Seine-Maritime, Heugleville-sur-Scie, anciennement Lanquetuit). Mare est issu de l'ancien scandinave marr « mer, étendue d'eau » attesté dès le XIIe siècle en normand, mais passé seulement vers le XVIe siècle en français. Il s'agit d'un des nombreux Longuemare de Normandie.
- Bois de la Hogue « bois de la colline » de l'ancien norrois haugr « tas, hauteur, élévation », puis « colline boisée » (cf. ancien danois hogh, danois høj), fréquemment attesté dans la toponymie normande cf. les Hogues (Eure), La Hougue (Manche), Haugur (Islande).

À ces hameaux, on peut ajouter la commune contiguë du Thuit (Thuit La Fontaine 1409) du vieux norrois Þveit  « essart », « défrichement de forêt » (cf. anglais thwaite, norvégien tveit).

### Hydronymie
Les Andelys sont traversés par une rivière et un canal : le Gambon à l'est et le Grand-Rang à l'ouest, qui se jettent dans la Seine à chaque extrémité du Petit-Andely.
Le nom du Gambon est attesté sous les formes Ganboon en 1198 et Rivus Gambo 1257. Il est vraisemblable d'y voir le celtique (gaulois) cambo- « courbe, méandre » qui a donné les innombrables Cambon  et Chambon , énumérés par Albert Dauzat. Dans le cas présent, le passage de [k] (c) à [g] s'explique sans doute par l'attraction du mot gambe « jambe », Les Andelys se situant sur la limite sud-est de l'isoglosse appelée ligne Joret.
Le nom du canal du Grand-Rang est plus obscur (le canal est creusé au XVIIe siècle, mais le nom semble antérieur), en outre Grand-Rang suppose l'existence d'un Petit-Rang qui pourrait désigner un petit ru primitif. Faute de formes anciennes, on suppose généralement que Rang est une graphie fallacieuse pour *Ren. En ce cas, l'étymologie est identique à celle du fleuve Rhin et aussi du ruisseau Rhin (Grandcamp-Maisy et Géfosse-Fontenay dans le Calvados). Il remonte au celtique (gaulois) rēnos « rivière, fleuve » (c'est-à-dire à l'origine « flot », « qui coule »). On peut voir aussi dans *Ren la racine germanique correspondante rinn- / renn- de sens équivalent. Le thème *ren se poursuit dans le diminutif dialectal renel « ru, lit d'une rivière », éventuellement « égout » (cf. la Renelle, ruisseau à Rouen).

### Langue normande
Sur le plan dialectal, les Andelys se situent à l’extrême pointe sud-est de l'isoglosse appelée ligne Joret redéfinie par René Lepelley, de sorte que, par exemple le *chastel de la Roche (château-Gaillard) pouvait être appelé *castel de la Roque (il est mentionné d'ailleurs sous différente formes d'oïl selon l'origine géographique des chroniqueurs ou en latin médiéval : castrum de Roka en 1197 ; Chastel de Galart (chronique de Saint-Denis) ; Castellum de Rupe en 1197 (charte de Richard Cœur de Lion, rupe étant la traduction en latin classique du latin vulgaire roca) ; Gaillarda rupes en 1198 (Rigord, moine de Saint-Denis) ; La Roche d'Andely 1200 (La Roque)). Les textes de provenance française (Île-de-France) utilisent le terme de Gaillard, qualificatif couramment attribué à un château, contrairement aux textes normands. C'est pourquoi, il est douteux d’attribuer à Richard Cœur de Lion l'expression suivante : « Que voilà un château gaillard ! ».

## Histoire

### Préhistoire

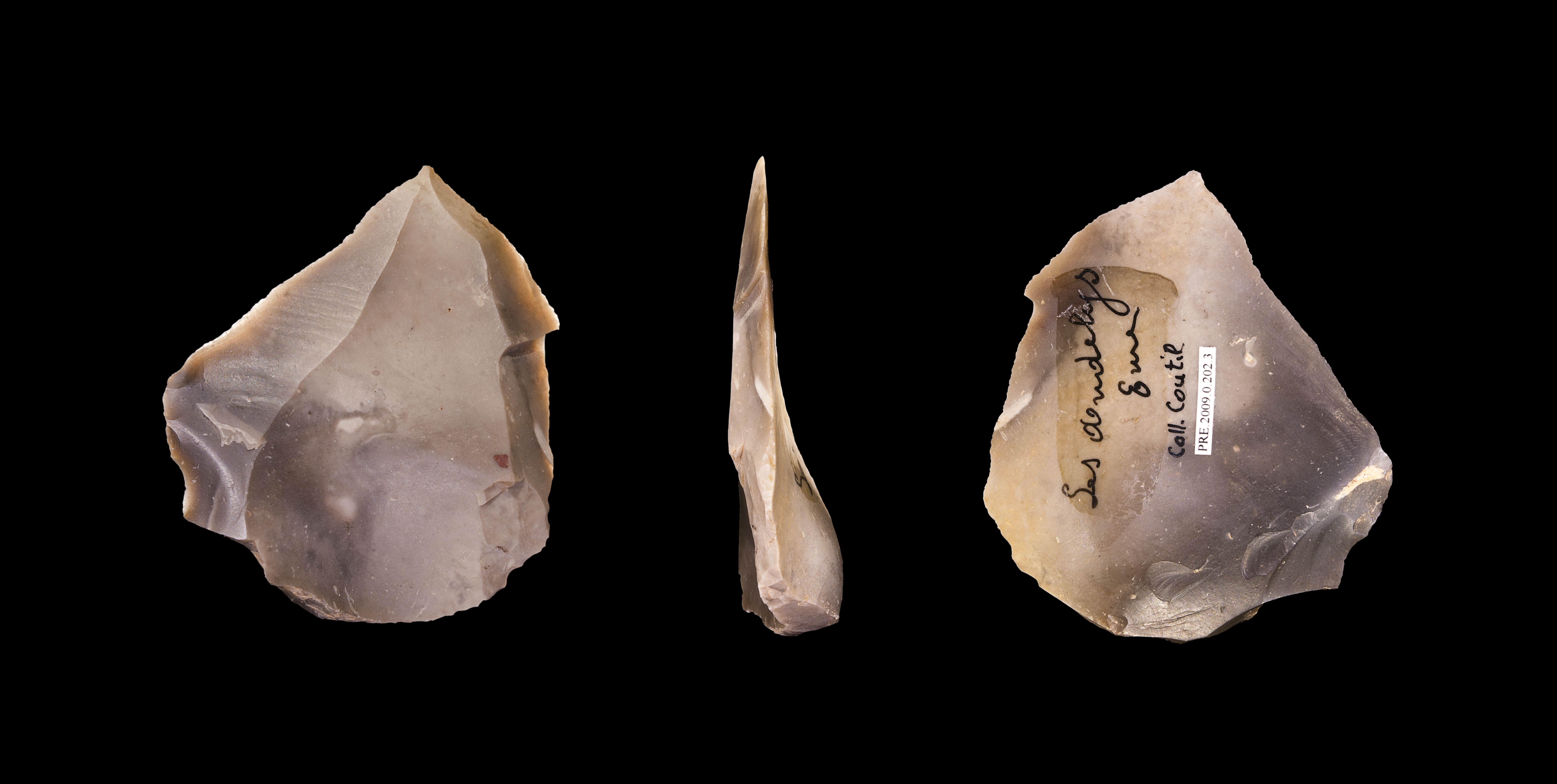
Éclat Levallois – collection Coutil – Muséum de Toulouse.

Le territoire de la commune a été peuplé au moins à partir du Paléolithique moyen (Moustérien) au vu des fouilles de Léon Coutil.

### Antiquité
L'existence de substruction d'un grand théâtre gallo-romain à Noyers sur le plateau, témoigne de la romanisation progressive du peuple gaulois des Véliocasses, mais aucun oppidum antérieur à la romanisation n'a été mis au jour.

### Moyen Âge
Vers le Xe siècle, une petite colonie scandinave a dû s'installer sur le territoire des Andelys, car de nombreux toponymes conservent la trace de personnes parlant le vieux norrois (cf. Toponymie, ci-dessus).
Une hache d'arme d'origine scandinave à tranchant asymétrique a également été trouvée lors d'un dragage dans la Seine à cet endroit. Elle est conservée au musée des Antiquités nationales de Saint-Germain-en-Laye, alors que les deux autres trouvées entre Rouen et Elbeuf, sont conservées au musée des antiquités de Rouen.

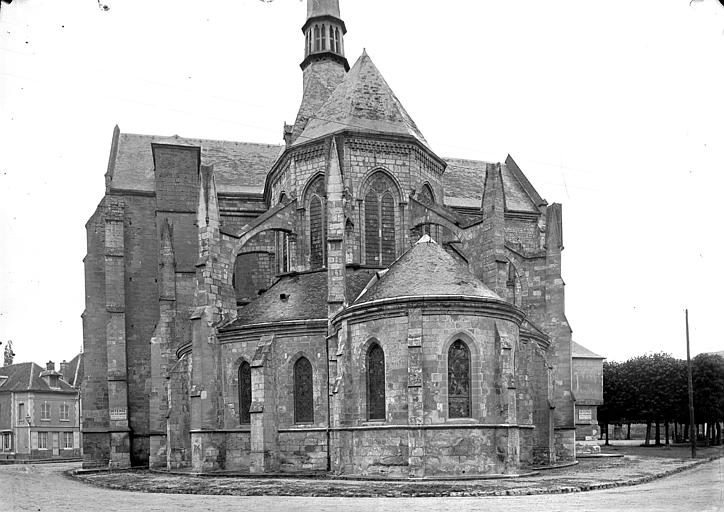
Église Saint-Sauveur du Petit-Andely.
Photographie de Félix Martin-Sabon.

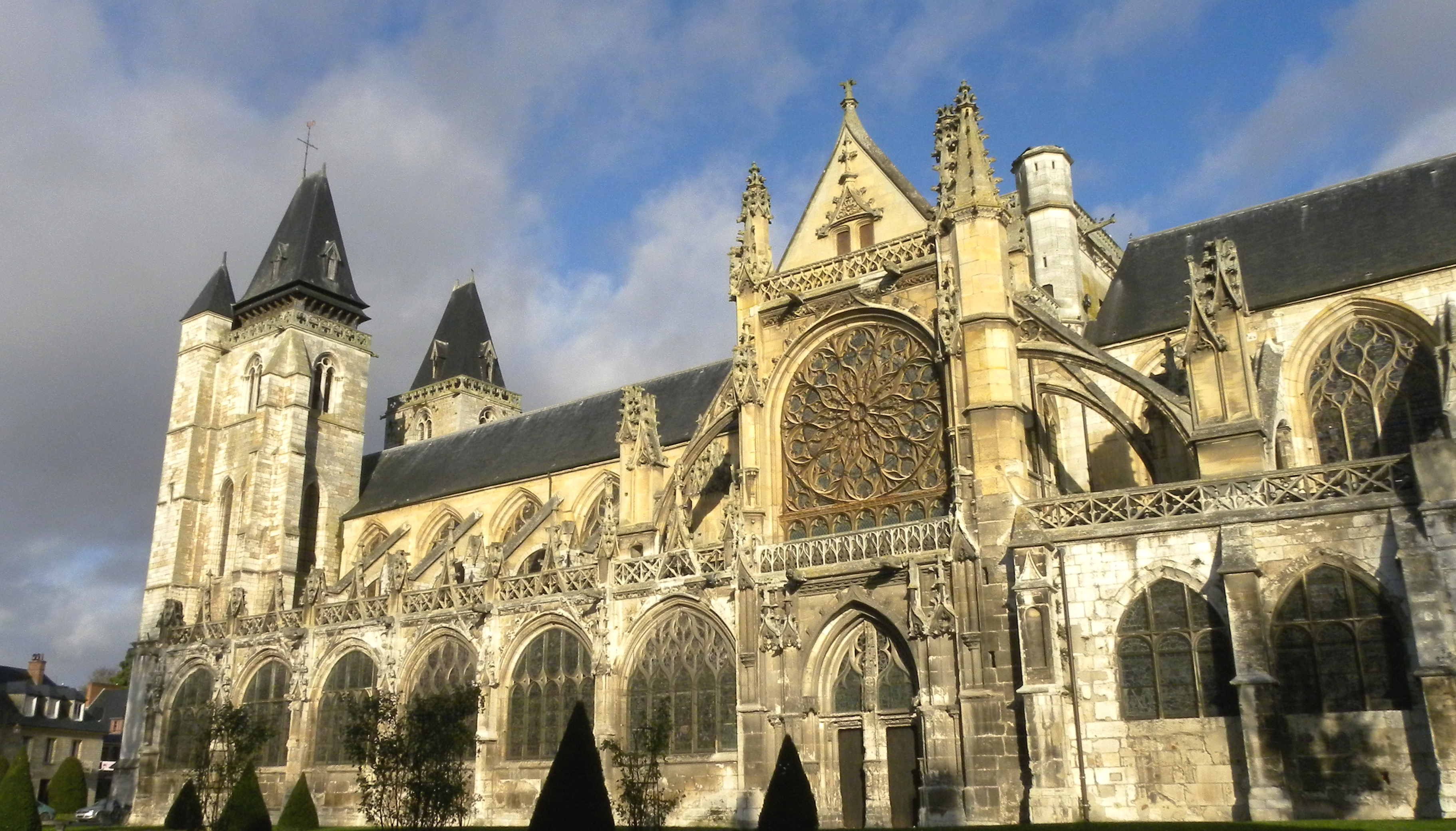
La collégiale Notre-Dame.

Au cours de la guerre en Normandie (1118-1119), que doit affronter Henri Ier d'Angleterre, contre des barons normands, soutenus par le roi Louis VI, la ville est livrée au roi de France à la suite de la trahison de d'Asselin Fils André.
Le 16 octobre 1197, la baronnie des Andelys, possession des archevêques de Rouen et échangée avec le duc de Normandie Richard Cœur de Lion contre les domaines de Dieppe et de Bouteilles, et aboutit à la construction du Château-Gaillard. À sa mort en 1199, elle passa à son frère Jean sans Terre. Le 18 août 1199, Jean réunit à la Roche-d'Andely les principaux barons normands et d'autres alliés tel que le comte de Flandre, Baudouin IX, le comte de Boulogne, Renaud de Dammartin, et leur fait jurer une alliance offensive contre la France, auquel il faut ajouter le comte de Meulan, Robert II, parmi les quinze comtes engagés dans la conjuration, ce qui n'empêchera pas Philippe Auguste d'enlever la place en 1204.
Château-Gaillard
Historique et description
Le monument qui a contribué à la réputation de la petite ville normande est sans doute Château-Gaillard dont les ruines surplombent la vallée de la Seine. Le château est bien visible de la large vallée que forme à cet endroit un important méandre de la Seine.
À la fin du XIIe siècle, la Normandie fait partie de l'empire Plantagenêt et les rois de France lorgnent depuis toujours sur ces terres riches qui leur permettraient le contrôle de la Seine et un accès à la mer. Aussi, les ducs de Normandie ont depuis longtemps cherché à protéger cette position stratégique et leur frontière, en construisant une série de châteaux forts (Louviers, Malassis, Vernon, Gasny, Pacy-sur-Eure, Baudemont, Ecos, Château-sur-Epte, Gamaches, etc.) et ainsi, défendre l'accès à la capitale normande, Rouen.
En arrière de Vernon et des premiers points fortifiés sur l'Epte, tombés en partie aux mains du roi de France, en face de Gaillon conquis lui aussi par les Français, Richard Cœur de Lion lance la construction de Château-Gaillard en 1196 sur une falaise de craie surplombant la vallée de la Seine. Les Andelys sont organisés en verrou défensif pour bloquer toute tentative d'invasion de la Normandie par le roi de France, Grand-Andely est fortifié, le Petit-Andely aussi, on trouve également une série d'ouvrages dans la zone inondée entre les deux parties des Andelys et sur la rive gauche, ainsi qu'un pont fortifié sur l'île du Petit-Andely. Le château constitue le point fort de ce système défensif. Sa position sur la falaise est considérée comme inexpugnable. Pour empêcher toute descente du fleuve par la flotte française, Richard fait planter trois rangées de pieux dans le lit de la Seine en contrebas. La construction de Château-Gaillard aurait duré un an et, selon la légende, Richard Cœur de Lion aurait déclaré en 1197 : « Qu'elle est belle, ma fille d'un an. », bien qu'en réalité elle se soit seulement étalée sur près de deux ans.
Le château à proprement parler est précédé d'un ouvrage avancé, sorte de barbacane triangulaire cernée d'imposants fossés — 20 m en largeur, plus de 10 m en profondeur — creusés dans la craie. Cet ouvrage avancé protège l'accès unique à la basse-cour. Château-Gaillard est tout en longueur, car il est juché sur une saillie de falaise d'aspect oblong. Son extension oblige à étirer la défense ; c'est un inconvénient, mais il est compensé par la sécurité qu'offre l'escarpement. Sur plusieurs dizaines de mètres, un mur rideau descend jusqu'à la ville fortifiée du Petit-Andely. L'enceinte (« la chemise ») du donjon est l'élément le plus original du château ; elle est faite de murs incurvés, dits festonnés, permettant le rebond des projectiles (pierres projetées par les catapultes). Au sommet du donjon, qui est au trois quarts arrondi (ce qui constitue une évolution par rapport aux anciens donjons carrés), des mâchicoulis ont été aménagés pour défendre le pied des murailles contre les tentatives de sape notamment ; ils sont constitués de contreforts terminés par des arcs brisés, sauf sur sa face sud ouest (côté abrupt au-dessus de la Seine) où sont percées deux fenêtres. Sur ce point, Château-Gaillard est en avance sur son temps : la technique du mâchicoulis ne se répandra qu'au XIVe siècle, car auparavant on jetait sur l'ennemi la poix, la graisse de porc bouillante et les projectiles de toutes sortes, par le biais de petits ouvrages de bois en surplomb appelés hourds. Il en existait également à Château-Gaillard sur la chemise de ce donjon. Cette tour dans laquelle on entre par un long escalier qui mène au premier étage forme un bec orienté vers le plateau, son seul angle, afin de dévier les projectiles des machines de guerre.
Siège et prise
Dès 1203, au début du siège, le gouverneur de la place, Roger de Lacy, fit expulser les habitants de La Couture (le Petit-Andely) au nombre d'environ 1 200 réfugiés au château depuis plusieurs mois, le but principal étant d'épargner les vivres dont la garnison disposait pour soutenir au moins deux ans de siège. Une bonne partie d'entre eux se retrouva dans les fossés au pied des murailles et y passa plusieurs semaines au cœur de l'hiver, les Français leur refusant le passage à travers leurs lignes constituées de retranchements, de palissades et de tours de bois. Le chroniqueur Guillaume le Breton en rejeta la faute sur Roger de Lacy et ses Normands, coupables à ses yeux d'avoir abandonné des proches et des amis, disculpant de la sorte Philippe Auguste dont il est le chapelain. Un tableau de grande dimension, œuvre du peintre Francis Tattegrain, illustrant cet épisode du siège, est exposé dans la salle d'instance de l'hôtel de ville des Andelys. Philippe Auguste mena une campagne en règle contre Château-Gaillard.
En février 1204, c'est l'assaut à partir du plateau. Pour prendre la barbacane (l'ouvrage avancé), les mineurs descendirent dans le fossé et creusèrent une galerie sous la tour maîtresse. Cette mine fut étayée par des troncs que l'on incendia. Ses fondations sapées, la tour s'écroula et les défenseurs se replièrent par un pont mobile à l'abri de l'enceinte de la basse cour.
Au moment de la campagne de Normandie menée par le roi de France, Richard était déjà mort (1199) et avait laissé place à Jean sans Terre, son propre frère. Ce dernier fit construire une chapelle, dont les fenêtres donnent sur la muraille sud. Une poignée de soldats français s'introduisirent par là et, à la faveur d'un incendie, actionnèrent le pont mobile de l'intérieur. Les défenseurs durent refluer vers l'ultime refuge : le donjon.
Les mâchicoulis ne servirent pas. Philippe Auguste attaqua par l'entrée, à laquelle on accédait par un pont dormant taillé dans la craie. Les Français tentèrent sans succès de miner l'enceinte. Puis, grâce au pont, ils avancèrent un engin de jet pour fendre la muraille. À l'intérieur, des 180 défenseurs normands au départ, il n'en restait plus que 123, dont 36 chevaliers. Quatre chevaliers trouvèrent la mort. Pas de baroud d'honneur pour eux : le 6 mars 1204, ils se rendirent avec leur gouverneur.
La conception du château ne permit qu'une défense passive : lorsqu'un point était pris, seule la retraite était possible. L'absence d'une seconde entrée interdit toute contre-attaque. Face à un ennemi puissant et avec une garnison trop peu étoffée compte tenu de son étendue, Château-Gaillard devait tomber.
La chute de Château-Gaillard créa les conditions psychologiques de la prise de Rouen et de toute la Normandie par le roi de France, car elle provoqua un choc dans tout le duché. En revanche, sur le plan stratégique, elle n'eut que peu d'impact, car la Seine était libre, ainsi que la route de Rouen, bien avant sa prise. La capitale normande tomba quelques mois plus tard, le duché devenant ainsi partie intégrante du royaume de France, après 293 ans (depuis 911) d'indépendance.
Dans les années qui suivirent, Château-Gaillard fut restauré, servit de prison, puis finalement fut pris par les Anglais après seize mois de siège au cours de la guerre de Cent Ans, lors de l'invasion de la Normandie au XVe siècle. La garnison dut se rendre, car la dernière corde pour tirer l'eau du puits avait rompu. En raison des progrès de l'artillerie, il fut ensuite laissé à l'abandon, devenant le refuge de brigands et de factions diverses. Son démantèlement fut ordonné par Henri IV ; la plupart des pierres servirent à la construction de la chartreuse de Gaillon.

### Temps modernes
- Antoine de Bourbon y décède à la suite de ses blessures en 1562.
- Henri IV reprend la ville aux Ligueurs en 1591.
- 1737 : la vicomté des Andelys est incluse dans le comté de Gisors, devenu duché en 1742 pour Charles Louis Auguste Fouquet de Belle-Isle.
- 1762 : le duché de Gisors passe à Louis Charles de Bourbon-Maine, duc d'Aumale en échange de la principauté de Dombes.
- 1775 : à la mort du duc d'Aumale, le duché de Gisors passe à son cousin le duc de Penthièvre.

Au XVIIIe siècle, il existe un péage sur la Seine aux Andelys.

### Révolution française et Empire
En février 1790 les municipalités du Grand-Andely et du Petit-Andely sont réunis en une seule.
En 1793, Louise Marie Adélaïde de Bourbon, Madame Égalité, hérite de son père.

### Époque contemporaine
- 1821 : entrée dans l'héritage du duc Louis-Philippe III d'Orléans, futur Louis-Philippe Ier, roi des Français.
- Entre le 23 octobre 1887 et 1968, une école pour enfants de troupe est installée le long des rives du Gambon. En échange, le chemin de fer dessert la commune en mai 1896.
- Au début de la Seconde Guerre mondiale, lors de la bataille de France, le 9 juin 1940, après avoir été bombardée et incendiée, la ville tombe aux mains des Allemands de la 6. Infanterie-Division du Generalleutnant Arnold Freiherr von Biegeleben, qui franchissent la Seine, bien que le pont ait sauté.
- Un arrêté du 23 juin 1943 prescrit un plan de reconstruction et d'aménagement établi par l'architecte urbaniste Henri Bahrmann[49],[50] et mis en œuvre par l'architecte en chef André Arnould.
- Mai 1950 : la ville, au même titre que l'école militaire préparatoire, se voit remettre la croix de guerre 1939-1945 avec palme lors d'une cérémonie présidée par René Pleven.

Libération par les forces britanniques le 31 août 1944 (Army Film and Photographic Unit)
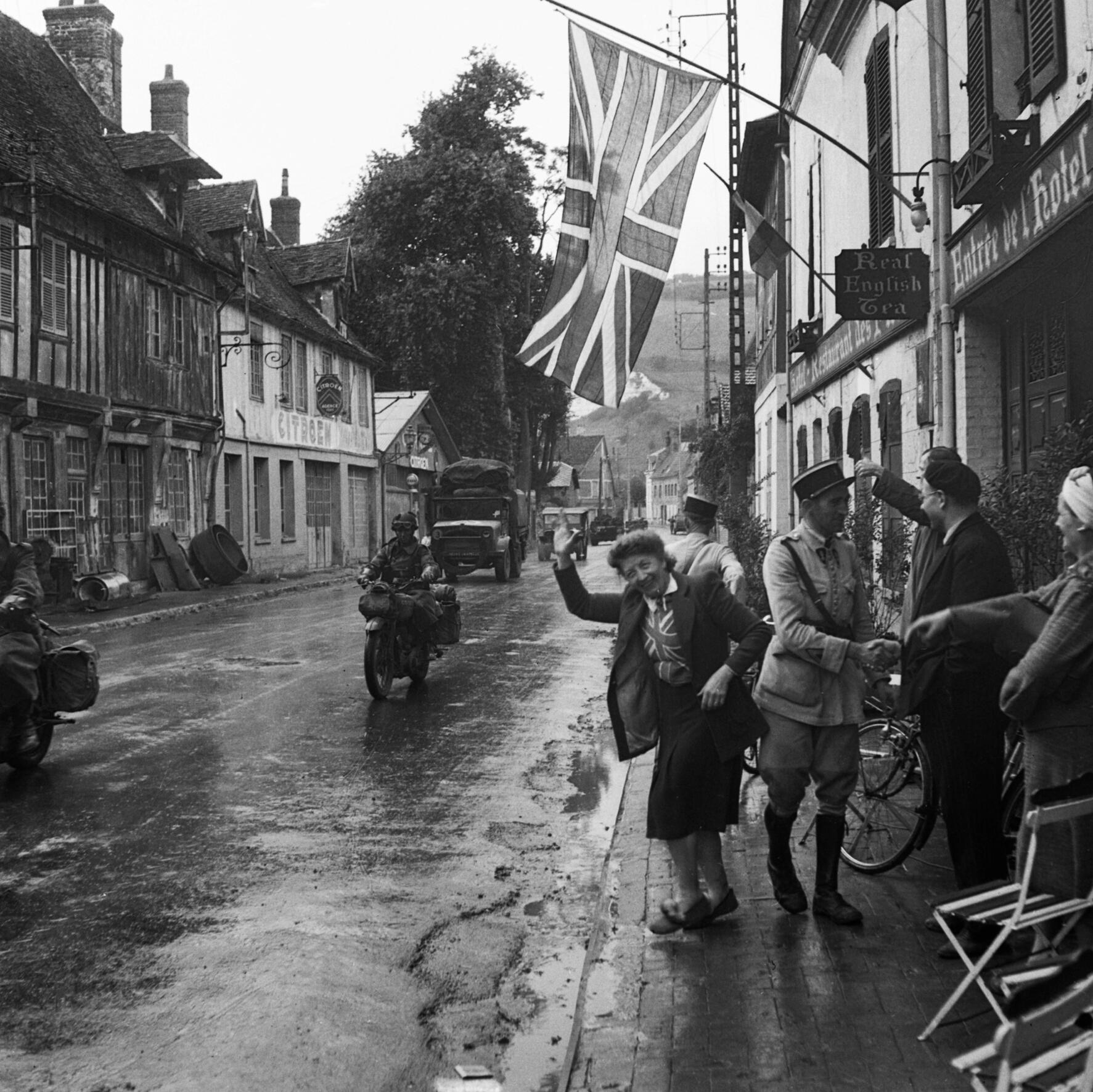
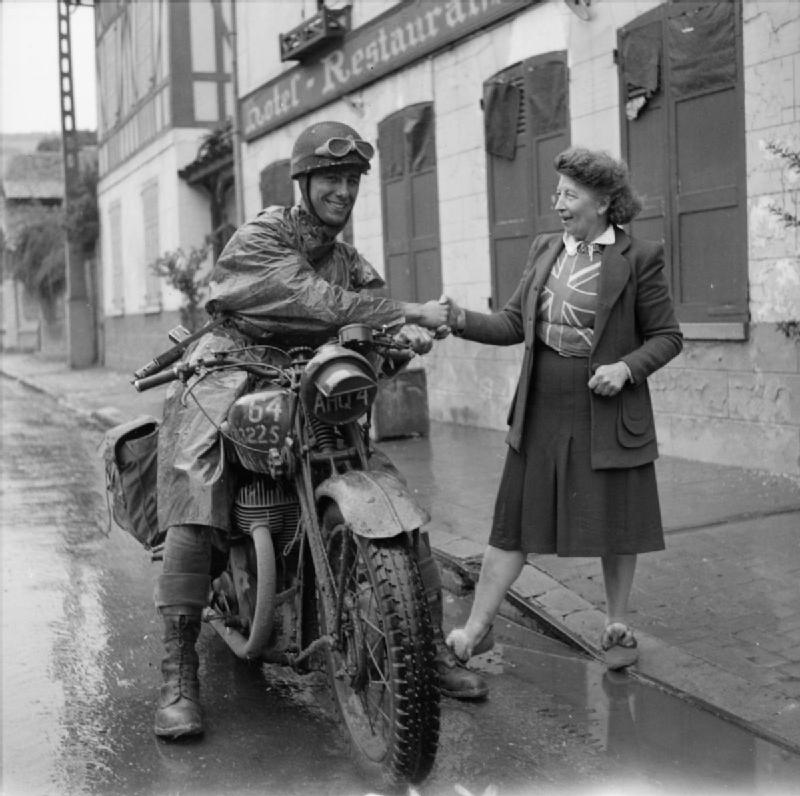

- Libération par les forces britanniques le 31 août 1944
(Army Film and Photographic Unit (en))

## Politique et administration

### Rattachements administratifs et électoraux

#### Rattachements administratifs
La commune est le chef-lieu de l'arrondissement des Andelys du département de l'Eure.
Elle était depuis 1793 le chef-lieu du canton des Andelys. Dans le cadre du redécoupage cantonal de 2014 en France, cette circonscription administrative territoriale a disparu, et le canton n'est plus qu'une circonscription électorale.

#### Rattachements électoraux
Pour les élections départementales, la commune est depuis 2014 le bureau centralisateur d'un nouveau canton des Andelys, porté de 20 à 41 communes.
Pour l'élection des députés, elle fait partie depuis 1988 de la cinquième circonscription de l'Eure.

### Intercommunalité
La commune était le siège de la communauté de communes des Andelys et de ses environs (CCAE), créée fin 2002.
Dans le cadre des dispositions de la loi portant nouvelle organisation territoriale de la République (Loi NOTRe) du 7 août 2015, qui prévoit que les établissements publics de coopération intercommunale (EPCI) à fiscalité propre doivent avoir un minimum de 15 000 habitants, le préfet de l'Eure a arrêté en 2015 le schéma départemental de coopération intercommunale (SDCI) de l'Eure qui prévoit notamment la fusion des intercommunalités suivantes, :

- communauté d’agglomération des Portes de l’Eure ;

- communauté de communes des Andelys et de ses environs ;

- communauté de communes Epte-Vexin-Seine.
Après consultation des conseils municipaux et communautaires concernés, la communauté d'agglomération Seine Normandie Agglomération (SNA), dont la commune est désormais membre, est ainsi créée par un arrêté préfectoral du 19 décembre 2016 qui a pris effet le 1er janvier 2017,.

### Tendances politiques et résultats
Lors du second tour des élections municipales de 2014 dans l'Eure, la liste DVD menée par Frédéric Duché obtient la majorité des suffrages exprimés, avec 1 750 voix (48,67 %, 22 conseillers municipaux élus dont 12 communautaires), devançant très largement celles menées par : 

- Christophe Delacour (FN, 1 035 voix, 28,78 %, 4 conseillers municipaux élus dont 2 communautaires) ; 

- Laure Dael, , maire sortante (PS, 810 voix, 22,53 %, 3 conseillers municipaux élus dont 2 communautaires).

Lors de ce scrutin, 29,19 % des électeurs se sont abstenus.
Lors du premier tour des élections municipales de 2020 dans l'Eure, la liste DVD-LREM menée par le maire sortant Frédéric Duché obtient la majorité absolue des suffrages exprimés, avec 1 392 voix (57,37 %, 23 conseillers municipaux élus dont 6 communautaires), devançant très largement celles respectivement menées par, :  

- Martine Seguela (PS, 623 voix, 25,68 %, 4 conseillers municipaux élus dont 1 communautaire) ;

- Christophe Delacour (RN, 411 voix, 16,94 %, 2 conseillers municipaux élus).

Lors de ce scrutin marqué par la pandémie de Covid-19 en France , 54,54 % des électeurs se sont abstenus.

### Liste des maires
| Période                                  | Période                   | Identité                    | Étiquette                 | Qualité |
| ---------------------------------------- | ------------------------- | --------------------------- | ------------------------- | --- |
| ca 1951                                  |                           | Maurice Delarue             | DVD                       | Conseiller général des Andelys (1951 → 1968) |
| ca 195n                                  |                           | N. Cruchon                  |                           | |
| Les données manquantes sont à compléter. |                           |                             |                           | |
| après avril 1958 avant 1959              | 1965                      | Gabriel Chéneaux de Leyritz |                           | Haut fonctionnaire puis dirigeant d'entreprises d'assurances. Commandeur de la Légion d'honneur |
| 1965                                     | 1983                      | René Tomasini               | UNR-UDT puis UDR puis RPR | Haut fonctionnaire (dont sous-préfet des Andelys 1946 → 1950), résistant. Maire de Corny (1961 → 1965) Conseiller général des Andelys (1968 → 1983) Député de l'Eure (1958 → 1974 et 1978 → 1980) Sénateur de l'Eure (1980 → 1983) Secrétaire d'État Décédé en fonction                                    |
| 1983                                     | 1986                      | Yves Lemercier              | UMP                       | Conseiller général des Andelys (2002 → 2004) Démissionnaire |
| 1986                                     | 1989                      | Paul Baty,                  | Droite                    | Technicien France Télécom |
| 1989                                     | 1994                      | Freddy Deschaux-Beaume      | PS                        | Inspecteur départemental de l'Éducation nationale Député de l'Eure (4e puis 5e circ.) (1981 → 1993) Démissionnaire |
| 1994                                     | 1995                      | Michel Vauthrin             | PS                        | |
| 1995                                     | 2008                      | Franck Gilard,              | RPR puis UMP              | Consultant Conseiller général des Andelys(1998 → 2002) Député de l'Eure (5e circ) (2002 → 2017) |
| 2008                                     | 2014                      | Laure Dael                  | PS                        | Collaboratrice de cabinets ministériels Conseillère générale des Andelys (2004 → 2011) Vice-présidente du conseil général de l'Eure[Quand ?] |
| avril 2014                               | En cours (au 6 juin 2023) | Frédéric Duché              | UMP → LR puis Horizons    | Attaché parlementaire Vice-président de la CC des Andelys et de ses environs ( ? → 2016) Président de la CA Seine Normandie Agglomération (2017 → ) Conseiller général puis départemental des Andelys (2011 → ) Vice-président du conseil départemental de l'Eure (2015 → ) Réélu pour le mandat 2020-2026 |

### Jumelage
- Harsewinkel (Allemagne). Une place Harsewinkel se trouve entre la mairie et la salle des fêtes.

## Équipements et services publics

### Espace public
En 2017, la commune a été labellisée « 3 fleurs » par le Conseil national de villes et villages fleuris de France (deux fleurs en 2007).

### Enseignement
Les Andelys possèdent deux collèges : le collège Roger-Gaudeau ainsi que le collège Rosa-Parks. Ce dernier est situé à côté du lycée Jean-Moulin, anciennement un lycée militaire devenu un lycée général et technologique.

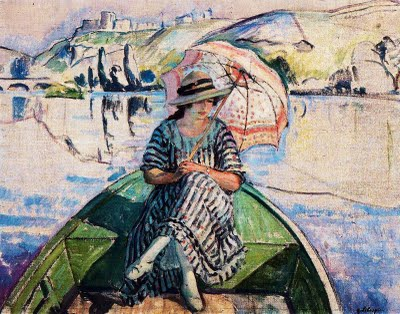
Promenade sur l'eau (Henri Lebasque, 1918.

### Justice, sécurité, secours et défense
La commune dans son ensemble est classée depuis 2013 en zone de sécurité prioritaire (2e vague), avec renforcement des effectifs de la police nationale. En effet, la commune « souffre plus
que d’autres d’une insécurité quotidienne et d’une délinquance enracinée » et « connaît depuis quelques années une dégradation importante de ses conditions de sécurité », ce qui a été identifié comme tel par le Ministère de l'Intérieur du Gouvernement Jean-Marc Ayrault, permettant ainsi à ce territoire de bénéficier de policiers supplémentaires.

## Population et société

### Démographie

#### Évolution démographique
L'évolution du nombre d'habitants est connue à travers les recensements de la population effectués dans la commune depuis 1793. Pour les communes de moins de 10 000 habitants, une enquête de recensement portant sur toute la population est réalisée tous les cinq ans, les populations de référence des années intermédiaires étant quant à elles estimées par interpolation ou extrapolation. Pour la commune, le premier recensement exhaustif entrant dans le cadre du nouveau dispositif a été réalisé en 2007.

En 2022, la commune comptait 7 822 habitants, en évolution de −3,41 % par rapport à 2016 (Eure : −0,25 %, France hors Mayotte : +2,11 %).
| 1793  | 1800  | 1806  | 1821  | 1831  | 1836  | 1841  | 1846  | 1851  |
| ----- | ----- | ----- | ----- | ----- | ----- | ----- | ----- | ----- |
| 5 140 | 5 160 | 5 048 | 5 016 | 5 168 | 5 085 | 5 345 | 5 000 | 5 161 |

| 1856  | 1861  | 1866  | 1872  | 1876  | 1881  | 1886  | 1891  | 1896  |
| ----- | ----- | ----- | ----- | ----- | ----- | ----- | ----- | ----- |
| 5 026 | 5 137 | 5 161 | 5 379 | 5 574 | 5 474 | 5 423 | 6 040 | 5 923 |

| 1901  | 1906  | 1911  | 1921  | 1926  | 1931  | 1936  | 1946  | 1954  |
| ----- | ----- | ----- | ----- | ----- | ----- | ----- | ----- | ----- |
| 5 715 | 5 514 | 5 530 | 5 237 | 5 396 | 5 366 | 5 529 | 5 238 | 5 648 |

| 1962  | 1968  | 1975  | 1982  | 1990  | 1999  | 2006  | 2007  | 2012  |
| ----- | ----- | ----- | ----- | ----- | ----- | ----- | ----- | ----- |
| 6 090 | 7 053 | 8 196 | 8 124 | 8 455 | 9 047 | 8 318 | 8 208 | 8 179 |

| 2017  | 2022  | - | - | - | - | - | - | - |
| ----- | ----- | - | - | - | - | - | - | - |
| 8 056 | 7 822 | - | - | - | - | - | - | - |

#### Pyramide des âges
La population de la commune est relativement jeune.
En 2018, le taux de personnes d'un âge inférieur à 30 ans s'élève à 37,0 %, soit au-dessus de la moyenne départementale (35,2 %). À l'inverse, le taux de personnes d'âge supérieur à 60 ans est de 26,8 % la même année, alors qu'il est de 25,5 % au niveau départemental.
En 2018, la commune comptait 3 857 hommes pour 4 235 femmes, soit un taux de 52,34 % de femmes, légèrement supérieur au taux départemental (51,26 %).
Les pyramides des âges de la commune et du département s'établissent comme suit.
| Hommes | Classe d’âge | Femmes |
| ------ | ------------ | ------ |
| 0,9    | 90 ou +      | 2,3    |
| 6,6    | 75-89 ans    | 10,9   |
| 16,2   | 60-74 ans    | 16,4   |
| 20,1   | 45-59 ans    | 19,3   |
| 16,8   | 30-44 ans    | 16,2   |
| 18,6   | 15-29 ans    | 16,8   |
| 20,7   | 0-14 ans     | 18,1   |

| Hommes | Classe d’âge | Femmes |
| ------ | ------------ | ------ |
| 0,6    | 90 ou +      | 1,6    |
| 6,4    | 75-89 ans    | 8,8    |
| 17,3   | 60-74 ans    | 18,1   |
| 20,7   | 45-59 ans    | 20     |
| 18,8   | 30-44 ans    | 18,6   |
| 16,3   | 15-29 ans    | 14,5   |
| 20     | 0-14 ans     | 18,3   |

### Manifestations culturelles et festivités
- Une course de côte (autos et motos) avait lieu aux Andelys dans les années 1960, sur une montée de 1 730 m et une pente moyenne de 5 %. La 1re édition a lieu en 1964. En 1968, le record du tracé est établi par Christian Léon sur une 450 Honda en 41,6 s. Le moto-club local « Les Chevaliers » fait revivre la course en 2013. La 19e édition a été organisée les 24 et 25 juin 2017 . Elle est supervisée par la fédération française du sport automobile et rassemble quelque 82 participants[réf. nécessaire].
- Les Andelys ont accueilli en 2017 le Concours international de peinture grand format en Normandie[réf. nécessaire].

### Sports et loisirs

#### Sports
- Le Club Andelysien de Baseball et Softball fait évoluer[Quand ?] une équipe phare en Nationale 1, la 2e division du baseball français[réf. nécessaire].

#### Loisirs
Le sentier de grande randonnée GR 2 passe par la commune.

## Économie
La ville possède une antenne de la Chambre de commerce et d'industrie de l'Eure.
Un site industriel du verrier Holophane produisant des verres destinés à l'industrie automobile y est installé près de la Seine depuis le début du XXe siècle et emploie en 2023 plus de 200 salariés. Placé en redressement judiciaire fin 2022, fait l'objet d'une liquidation judiciaire, faute de repreneur, en novembre 2023.

## Culture locale et patrimoine

### Lieux et monuments
Monuments historiques classés
- Grand théâtre gallo-romain, du Ier siècle, de 120 m de diamètre soit juste inférieur à celui d'Autun  Classé MH (1928)[91],[92],[93].
- Château-Gaillard, du XIIe siècle,  Classé MH (1862)[94].
- Collégiale Notre-Dame des Andelys, des XIIIe, XIVe, XVIe et XVIIe siècles,  Classé MH (1840)[95].
- Église Saint-Sauveur du Petit-Andely, du XIIIe siècle,  Classé MH (1840)[96].
- Hospice Saint-Jacques, des XIVe et XVIIe siècles, fondé par Louis-Jean-Marie de Bourbon, duc de Penthièvre, reconstruit au XVIIIe siècle,  Classé MH (1964)[97].

Inscrits au titre des monuments historiques
- Enceinte du Grand-Andely, inscrite au titre des monuments historiques depuis 1926[98].
- Tour de l'Horloge, du XVIIe siècle, inscrite au titre des monuments historiques depuis 1933[99].

Monuments recensés et autres édifices d'intérêt local

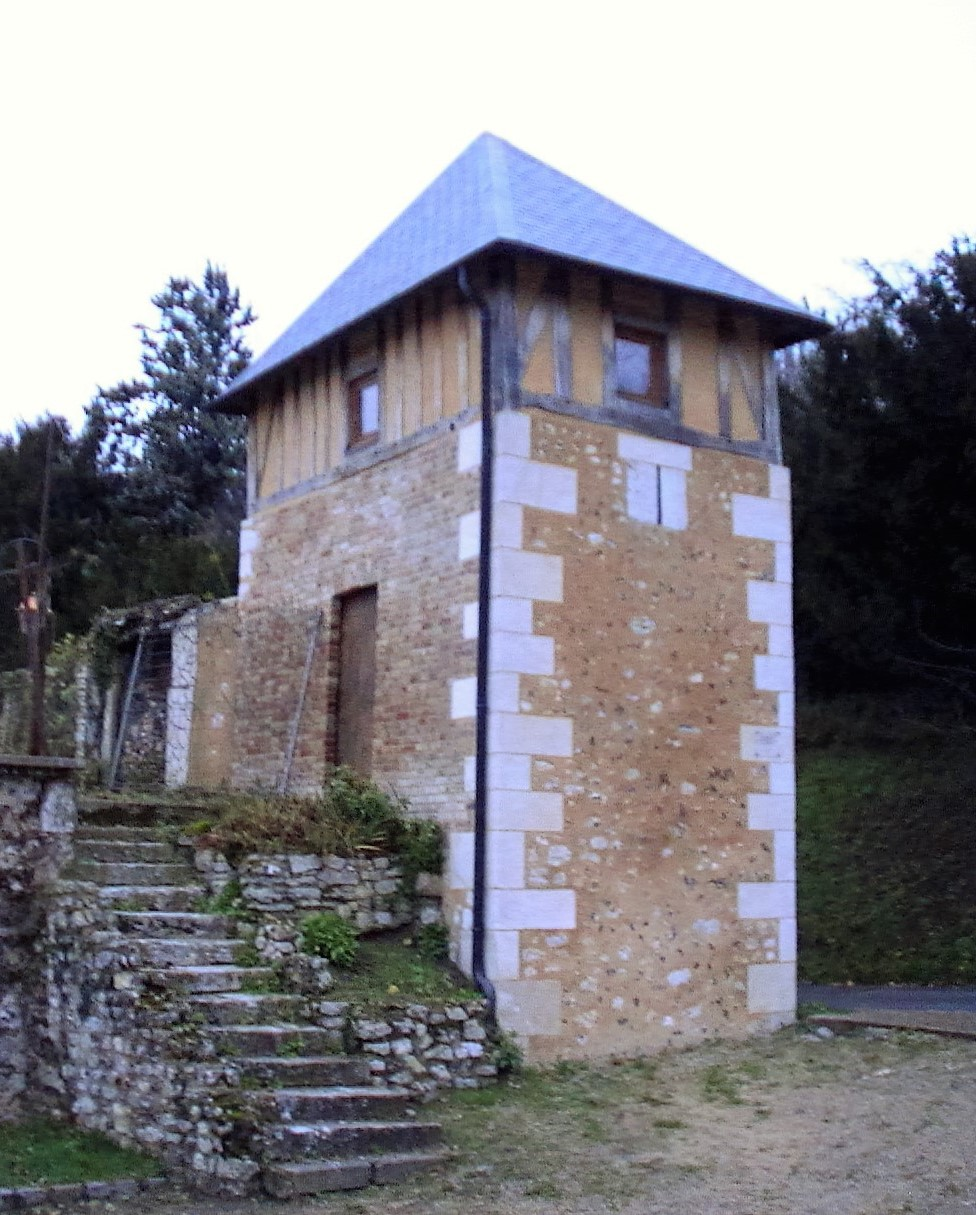
La tour Paugé.

- Fontaine Sainte-Clothilde[100], fontaine miraculeuse datée, selon la légende, du VIe siècle.
- La tour Paugé, élément de l'enceinte du Petit-Andely[101].
- Manoir de Radeval[102], demeure disparue.
- Manoir de Noyers[103], demeure des XVIe et XVIIIe siècles.
- Manoir de Mantelle[104], demeure des XVIIe et XIXe siècles.
- Manoir de Feuquerolles[105], demeure du XVIIe siècle.
- Manoir de Longuemare[106], demeure du XVIIe siècle et une chapelle.
- Ancien bâtiment voyageurs de l'ancienne gare de la ligne de Saint-Pierre-du-Vauvray aux Andelys.
- Monument aux morts de la Grande Guerre 1914-1918[107], sculpté par Raymonde Martin (1887-1977). Le monument est dédié aux conflits qui ont surgi postérieurement.
- Musée municipal Nicolas-Poussin.
- Mémorial Normandie-Niémen.
- Le fort du Muret[108], vestige de l'un des deux petits forts détachés en avant du château, situé au hameau de Cléry, simple tour ronde, dressée sur une motte et entourée d'un fossé circulaire, encore visibles aujourd'hui[109],[110],[111].
- Lavoirs.

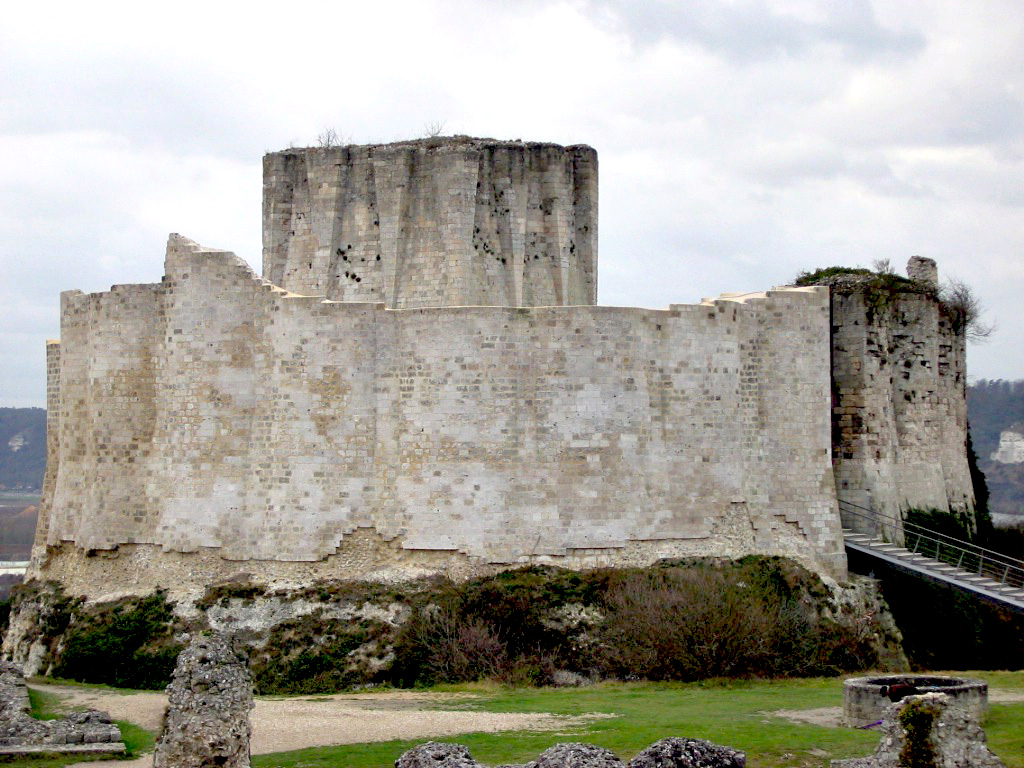
Le donjon du Château-Gaillard.
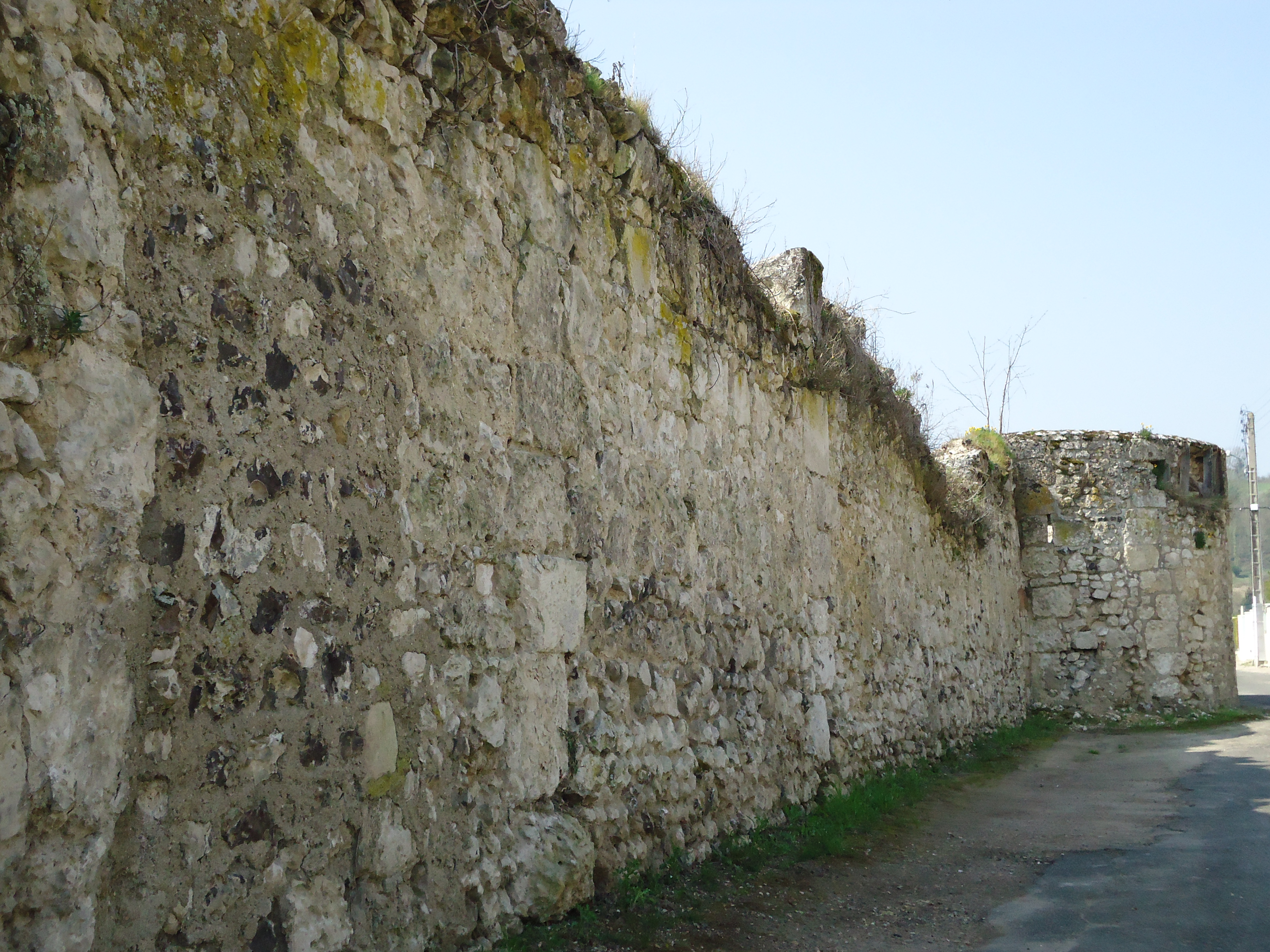
Les remparts du Grand-Andely.
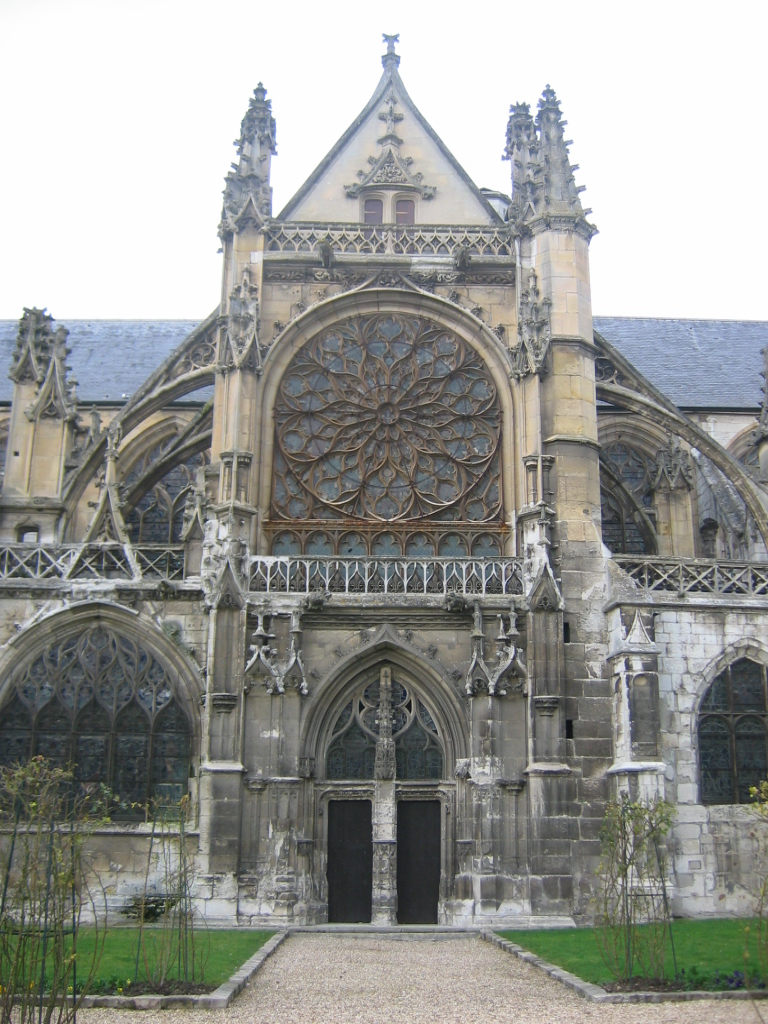
La collégiale Notre-Dame.
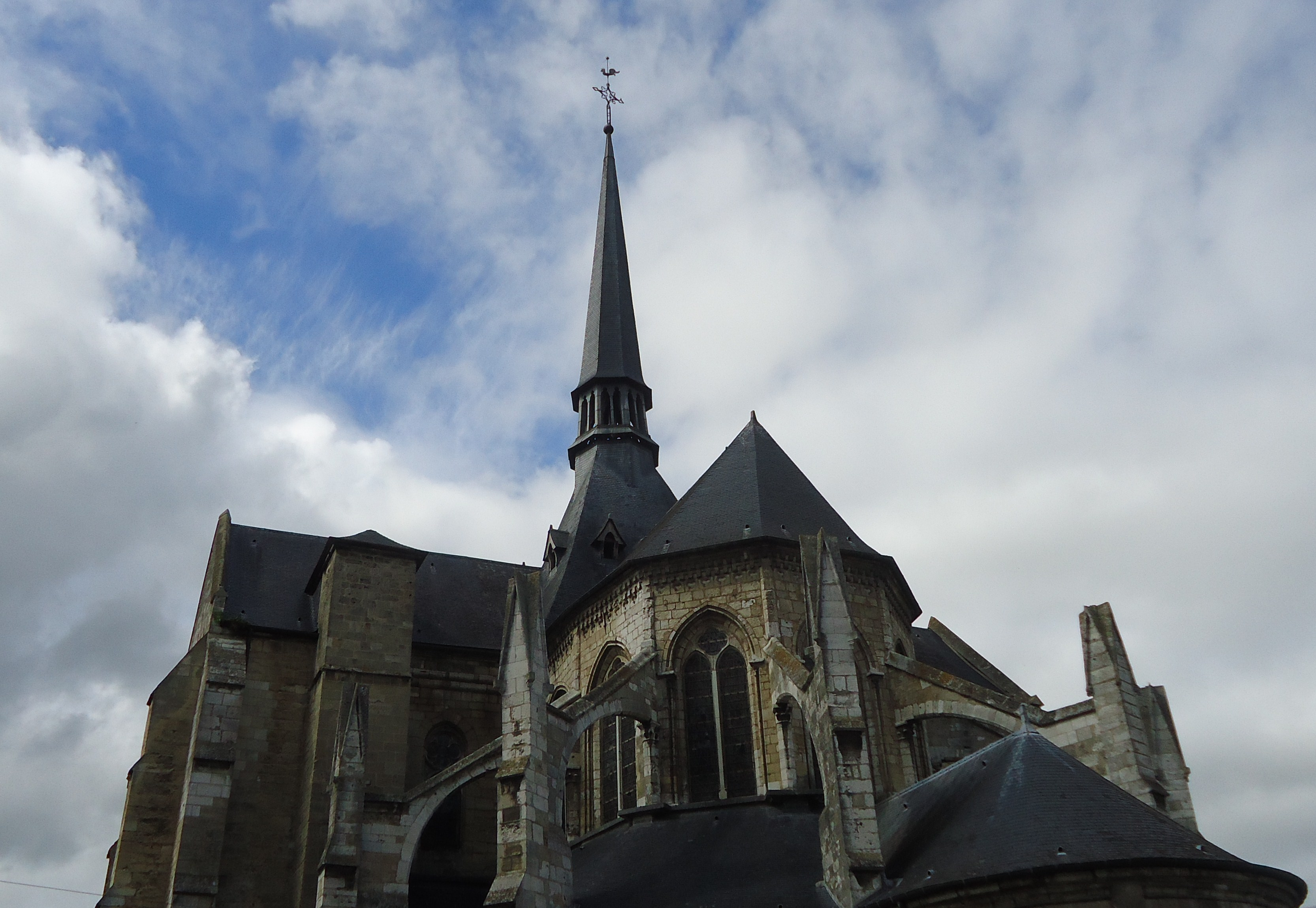
L'église Saint-Sauveur.
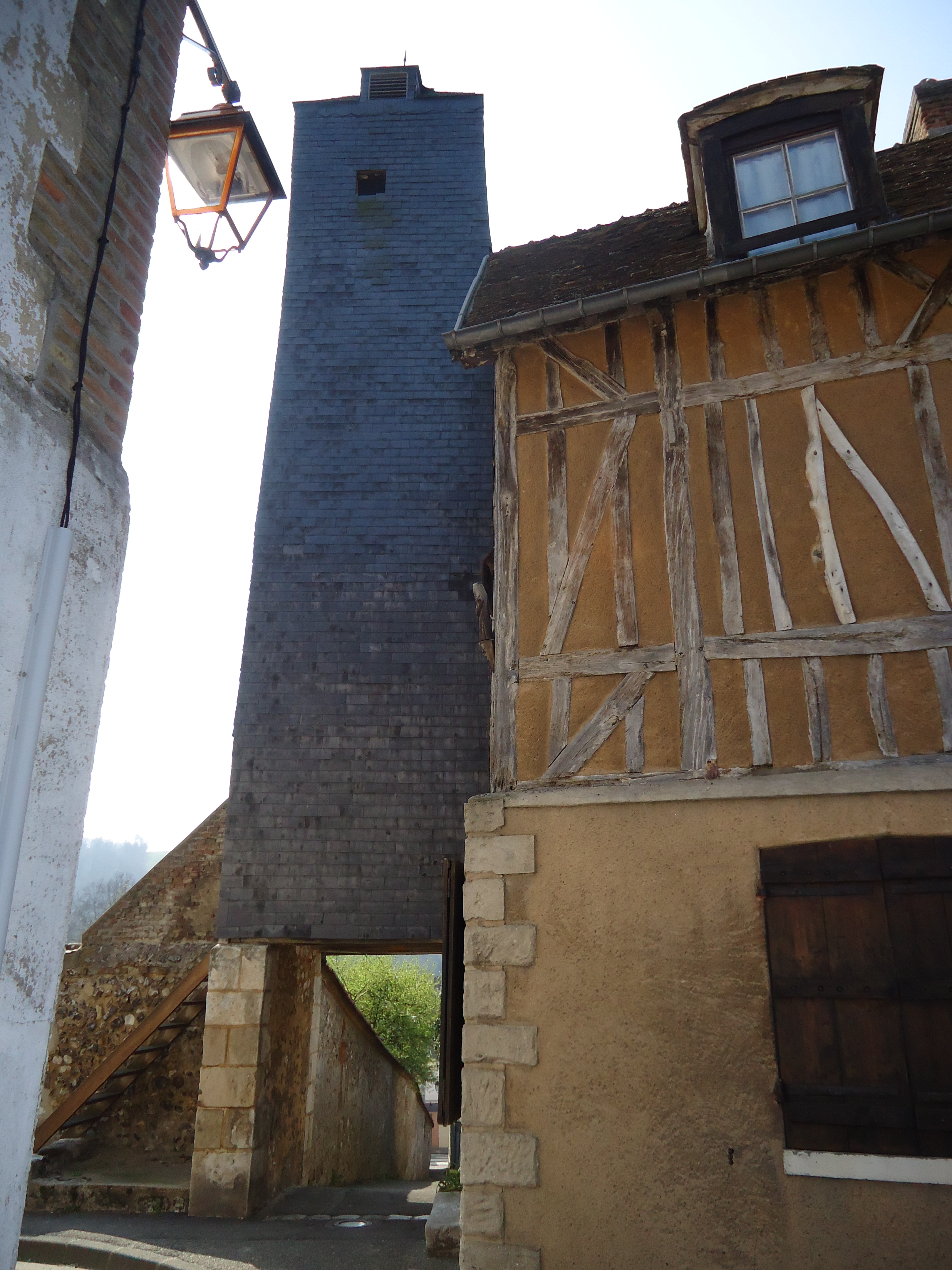
La tour de l'Horloge.
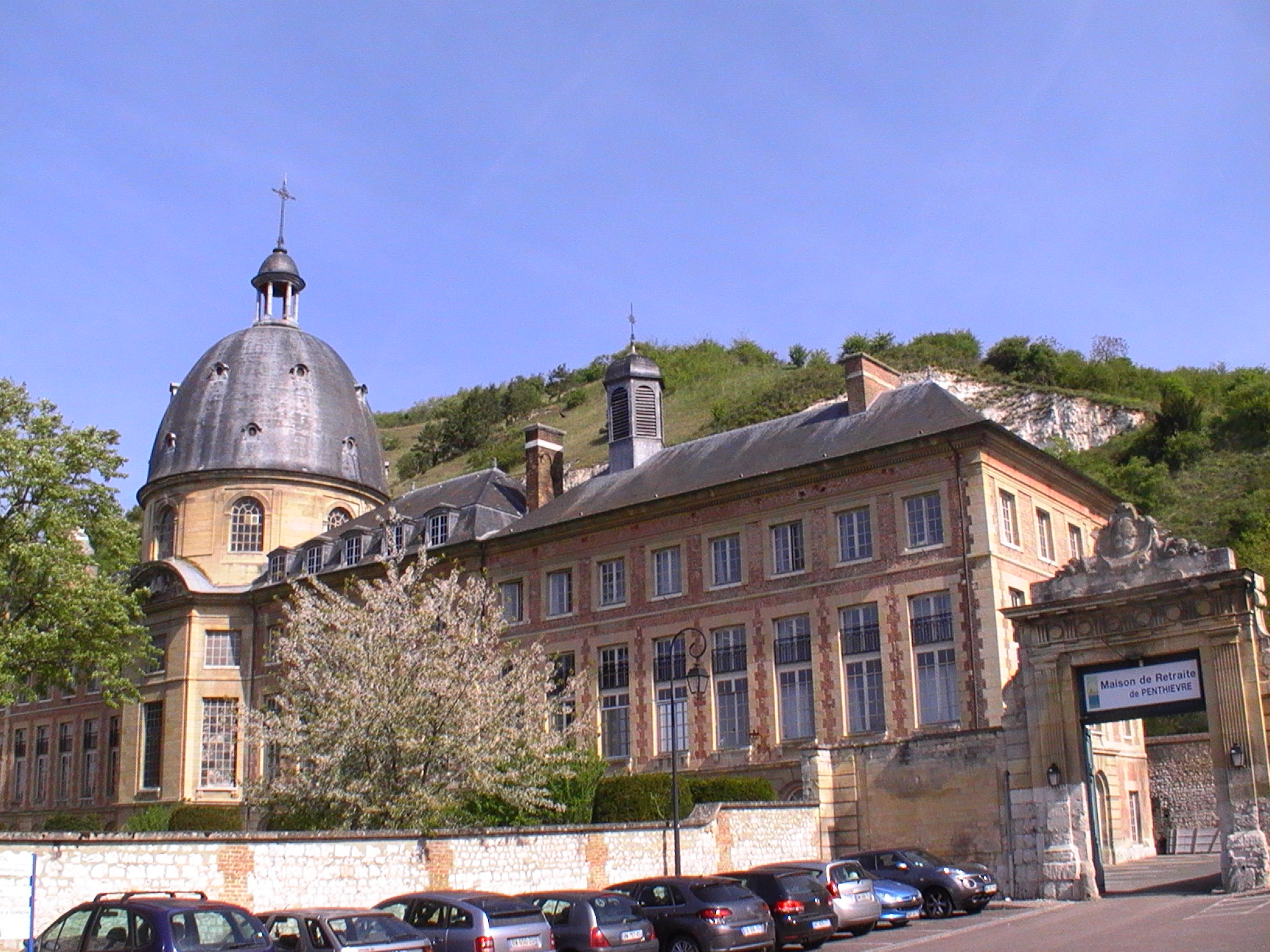
L'hospice Saint-Jacques.
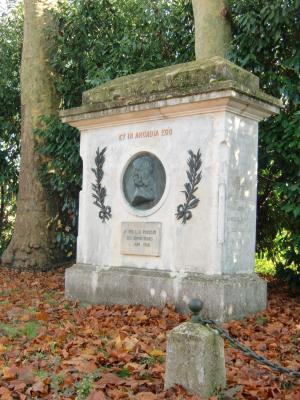
La stèle Nicolas Poussin.
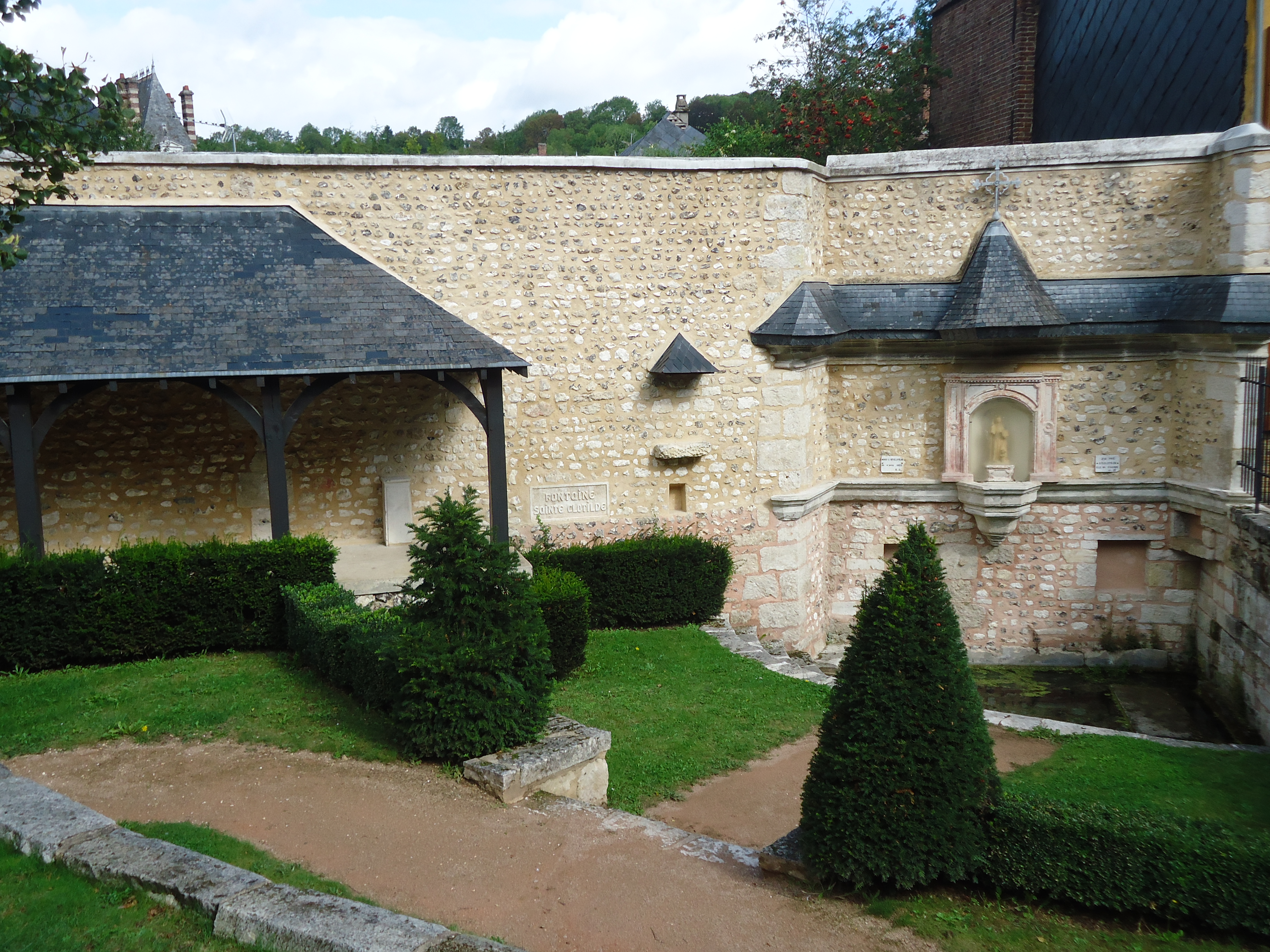
La fontaine Sainte-Clotilde.
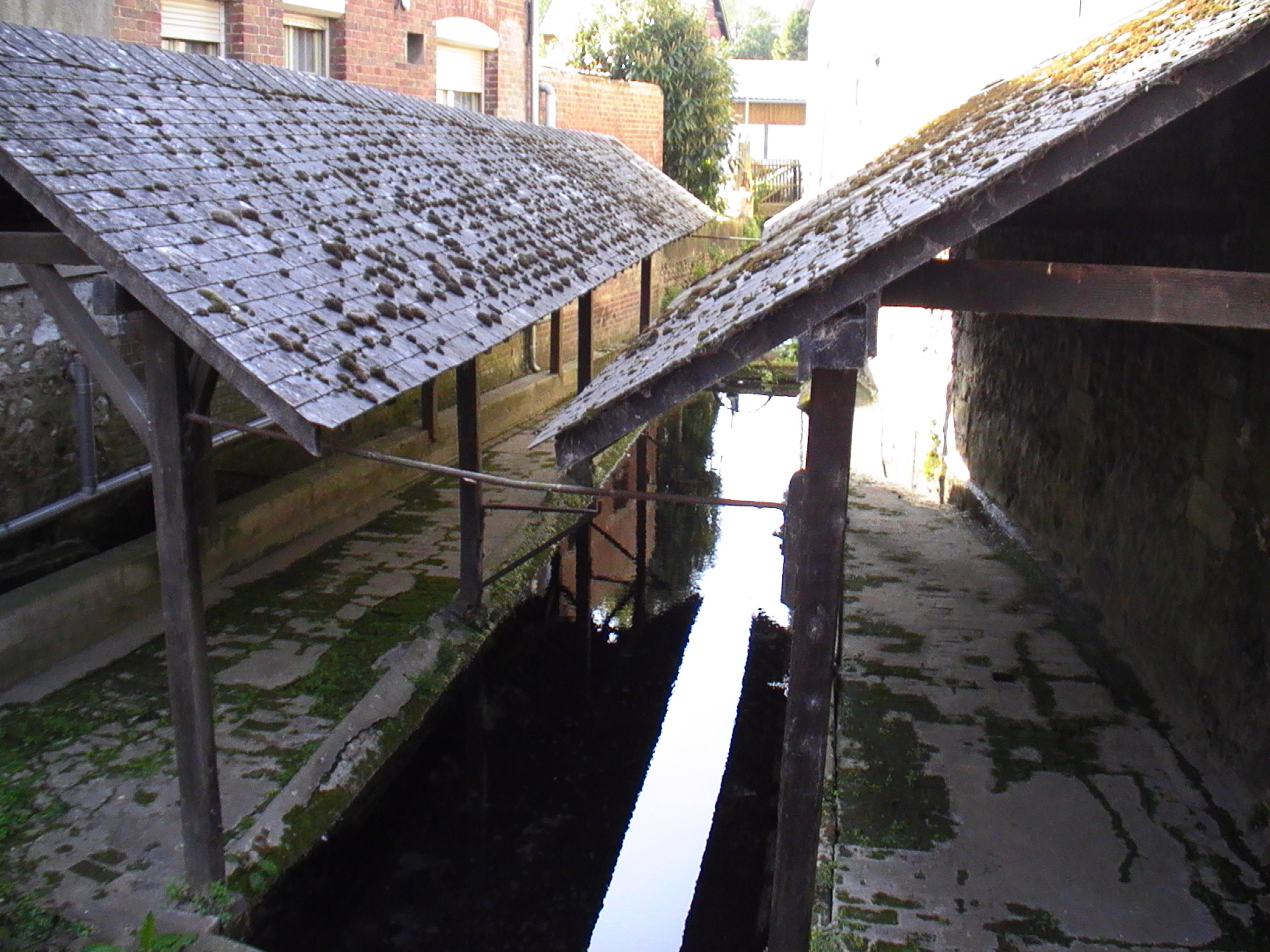
Lavoir, rue de La Madeleine.
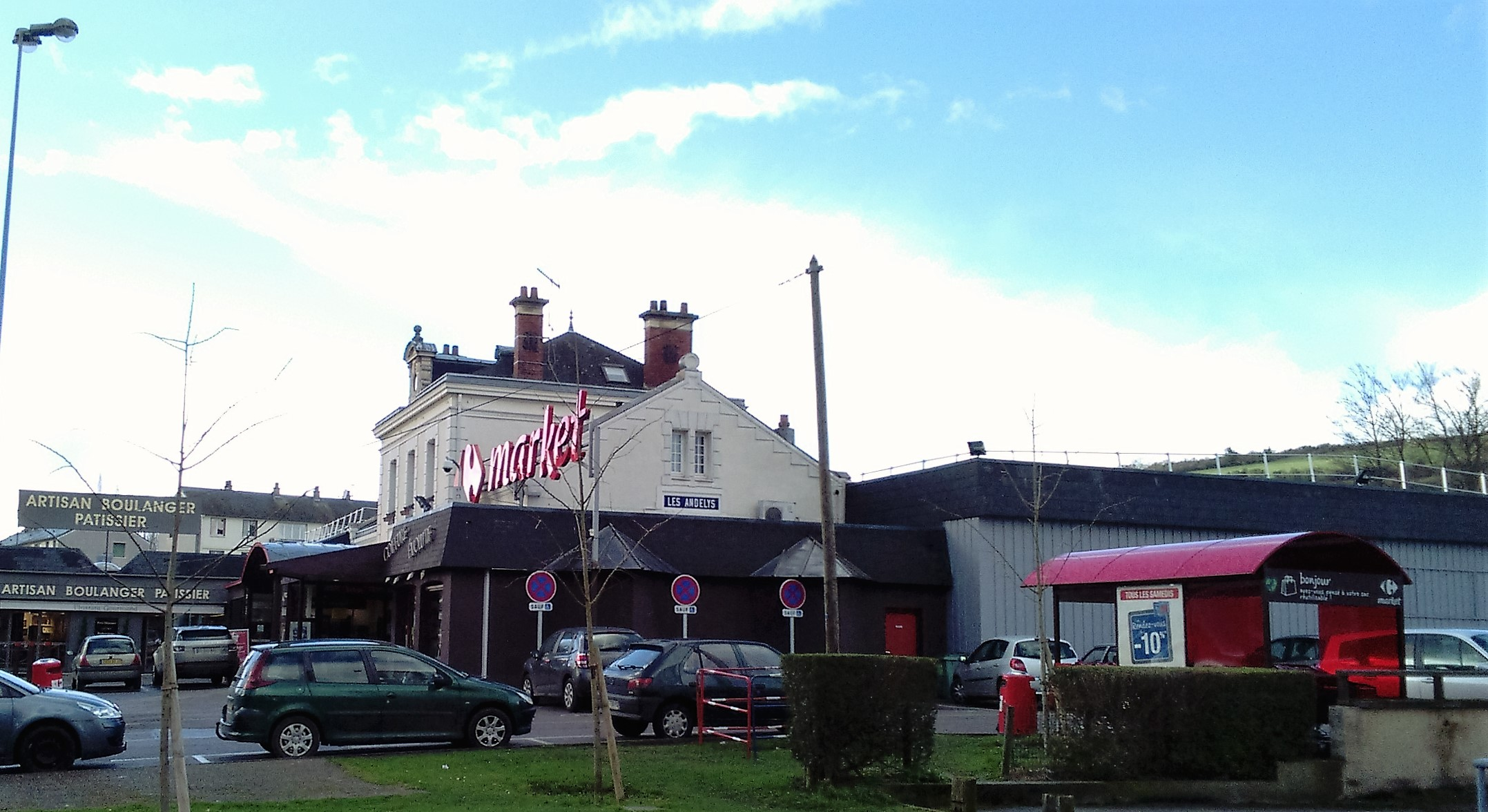
L'ancien terminus de la ligne ferroviaire vers Saint-Pierre-du-Vauvray.

Architecture du XXe siècle

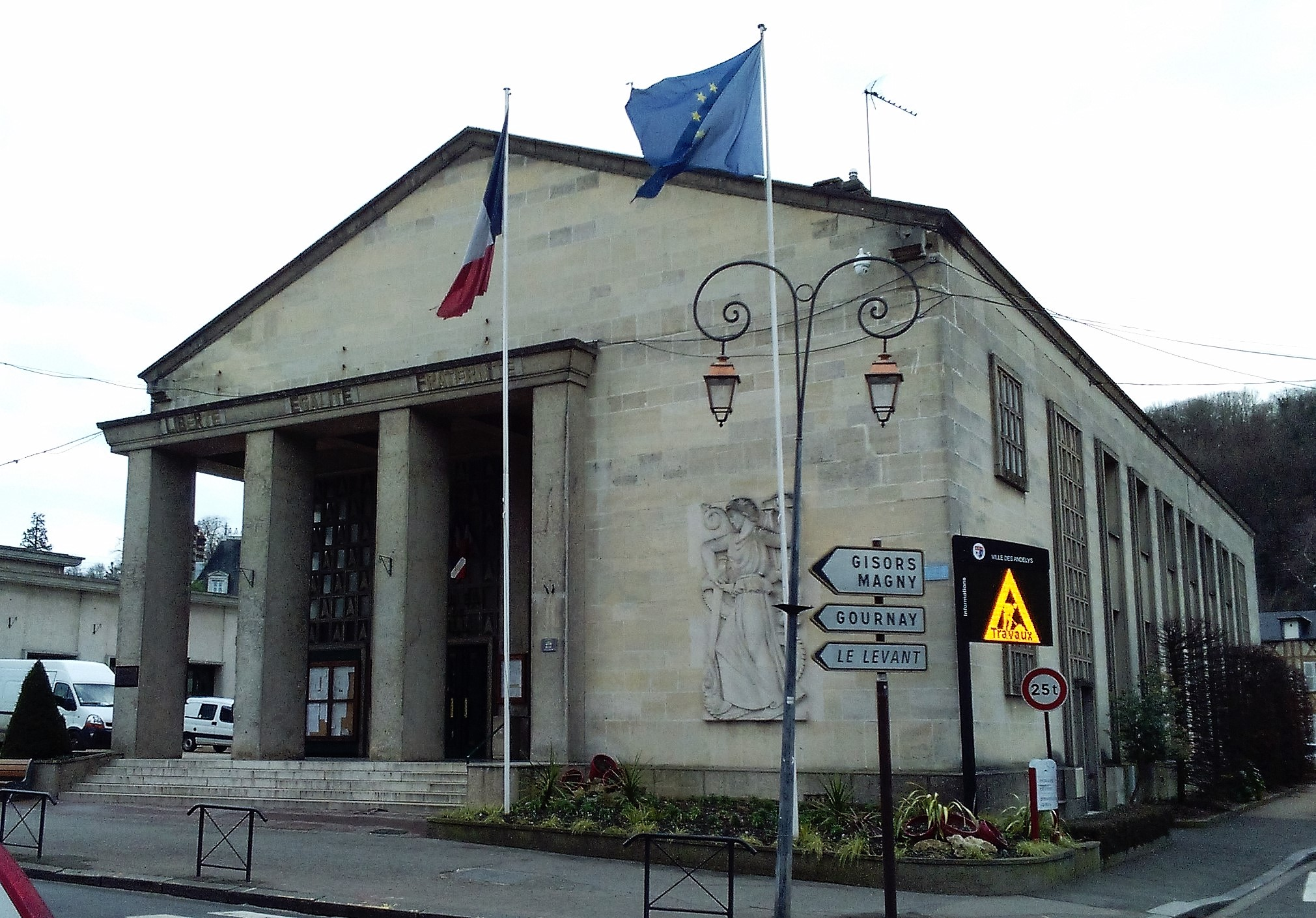
Hôtel de ville, 1943-1946.

- Hôtel de ville, édifice emblématique de l'opération de reconstruction du Grand Andely, 1943-1946, bénéficiaire du label « Patrimoine du XXe siècle »[112]. En 1955, date de son achèvement, le palais de Justice est victime d'une nouvelle carte judiciaire de 1958. La ville l'acquiert en 1961 et y installe les services municipaux.
Dans la salle d'instance de l'hôtel de ville est exposée la toile de Francis Tattegrain, Les Bouches Inutiles[113], en dépôt par le Musée des beaux-arts de Nantes.

### Personnalités liées à la commune
- Raoul IV de La Barre de Nanteuil (1743-1833) y est né.
- Adrien Turnèbe (1512-1565) y est né.
- Thomas Corneille (1625-1709), dramaturge et juriste, y est mort.
- Louis-Urbain-Aubert de Tourny est un administrateur français du XVIIIe siècle, qui a œuvré à Bordeaux. Il est né aux Andelys en 1695 et est mort à Paris en 1760.
- Michel-Nicolas de Trie-Pillavoine (1723-1794), militaire et homme politique né aux Andelys, député de la noblesse aux États généraux de 1789, guillotiné à Paris en 1794.
- Guillaume Thomas Amable Lamaury (1762-1818), avocat, juge de paix aux Andelys et maire de Beauficel-en-Lyons, décédé aux Andelys.
- Jean-Michel Duroy (1753-1795), avocat aux Andelys avant la Révolution, conventionnel régicide, guillotiné.
- Jean-Pierre Blanchard (1753-1809), né au Petit-Andely, premier homme à avoir traversé la Manche en ballon.
- Charles Louis de Fontanges de Couzan (1817-1890), officier général, conseiller municipal, mort à Noyers-sur-Andelys
- Victor Milliard (1844-1921), avocat et homme politique, y est né.
- Léon Coutil (1853-1943), enfant du hameau de Villers, y a continuellement vécu.
- Arthur Bernède (1871-1935), écrivain, habite au clos du Halage - port-Morin près du Petit-Andely en 1931[114].
- Henry Torrès (1891-1966), homme politique, y est né.
- Raymond Phelip Mazars de Mazarin (1914-1967), sous-préfet des Andelys entre 1962 et 1964, y a une rue à son nom ; il est reçu chevalier de la Légion d'honneur[115] en 1964 par le député René Tomasini.
- Pierre Barbaud (1910-1990), compositeur et acteur français. Né à Saint-Eugène près d'Alger, il a passé quatre années aux Andelys de retour d'Algérie de 1916 à 1919. Il a toujours témoigné d'une grande reconnaissance aux Andelysiens pour cette période et a même prétendu être né aux Andelys.
- Marcel Lefèvre (1918-1944), aviateur natif de la commune, héros du groupe de chasse Normandie-Niémen.
- Yvon Douis, footballeur andelysien né en 1935.
- Molla Wagué, footballeur, a fait son apprentissage aux Andelys entre 1998 et 2004.
- Ousmane Dembélé, né en 1997, footballeur international français, champion du monde en 2018, a vécu aux Andelys ses premières années.
- Clémence Delavoipière, née en 2000, escrimeuse française handisport. Le gymnase de Bourneville-Sainte-Croix porte son nom.

#### Peintres et dessinateurs
- Nicolas Poussin, peintre, né au hameau de Villers en 1594.
- Isaac Sarrabat (1667- après 1710), dessinateur et graveur.
- Charles Chaplin (1825-1891), peintre, y est né.
- Adolphe Albert (1855-1938), peintre et graveur, y a vécu à partir des années 1900 et y est mort.
- Jean-Eugène Clary (1856-1929), peintre régionaliste, finit sa vie aux Andelys.
- Paul Signac (1863-1935), artiste peintre, a posé ses pinceaux en juin 1886 et peint une série de dix tableaux aux Andelys et ses parages immédiats.
- Ludovic-Rodo Pissarro (1878-1952), artiste peintre, propriétaire.
- Yvonne Jean-Haffen (1895-1993), artiste, y a réalisé de nombreux dessins sur les bords de Seine (visibles à la Maison d'artiste de la Grande Vigne de Dinan[116]).
- Félix Vallotton (1865-1925), artiste peintre, y a réalisé plusieurs séries de peintures en 1916 et 1924

Galerie de peintures
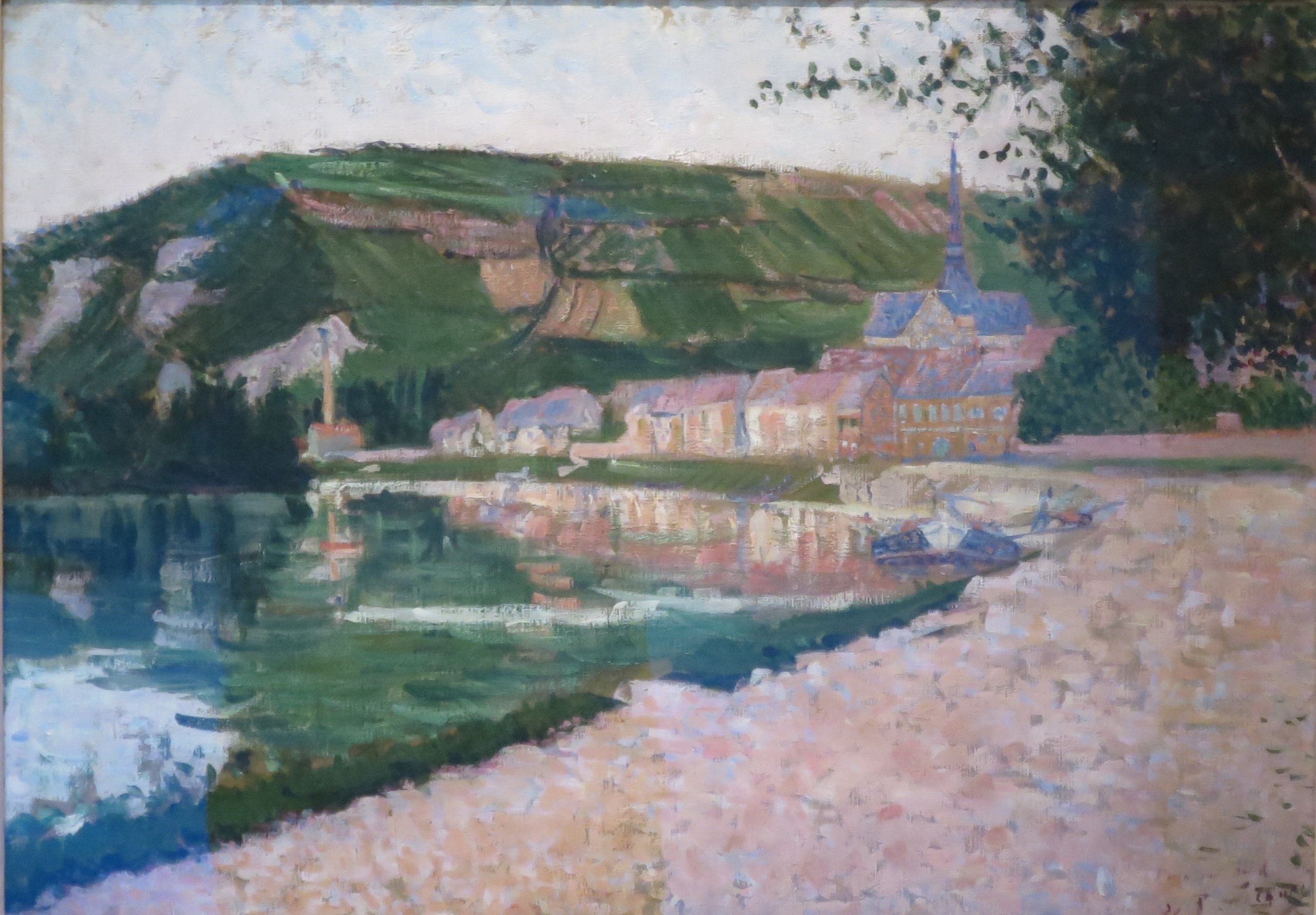
La Seine aux Andelys. Paul Signac.
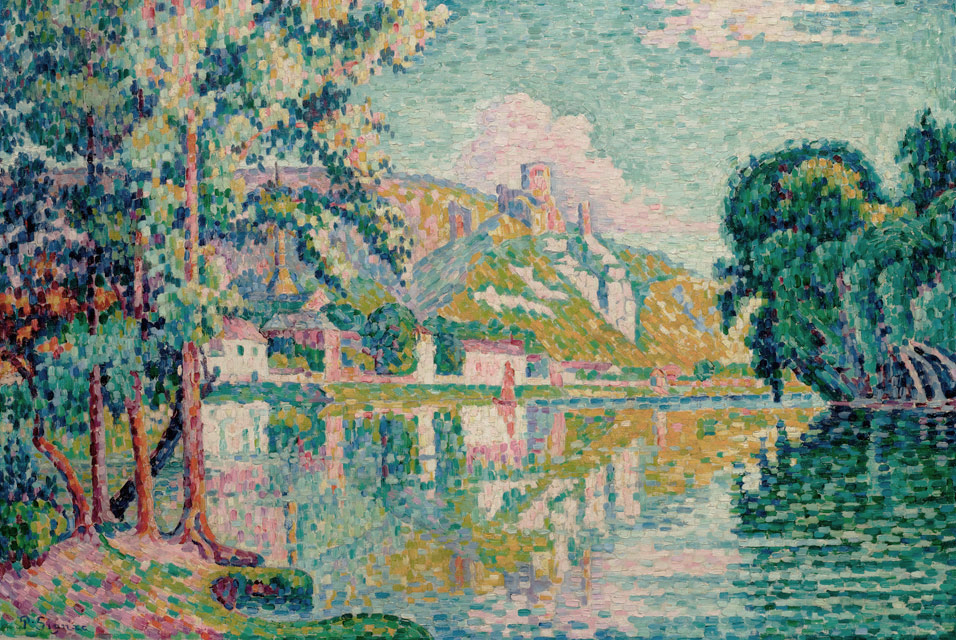
Les Andelys, Château-Gaillard. Paul Signac.
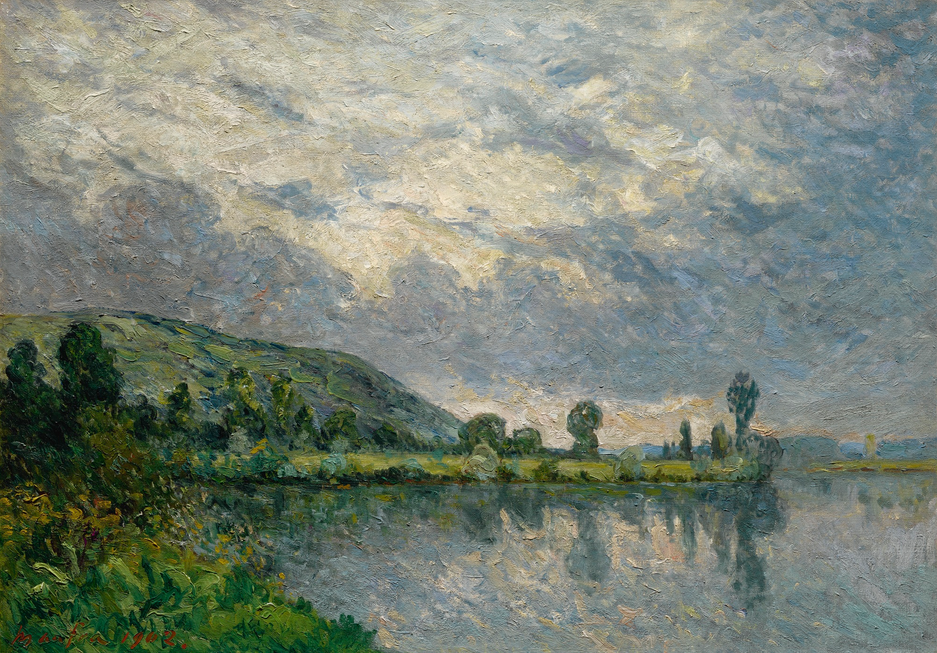
Temps d'orage, Les Andelys, Eure. Maxime Maufra, 1902 Collection privée, Vente 2017.
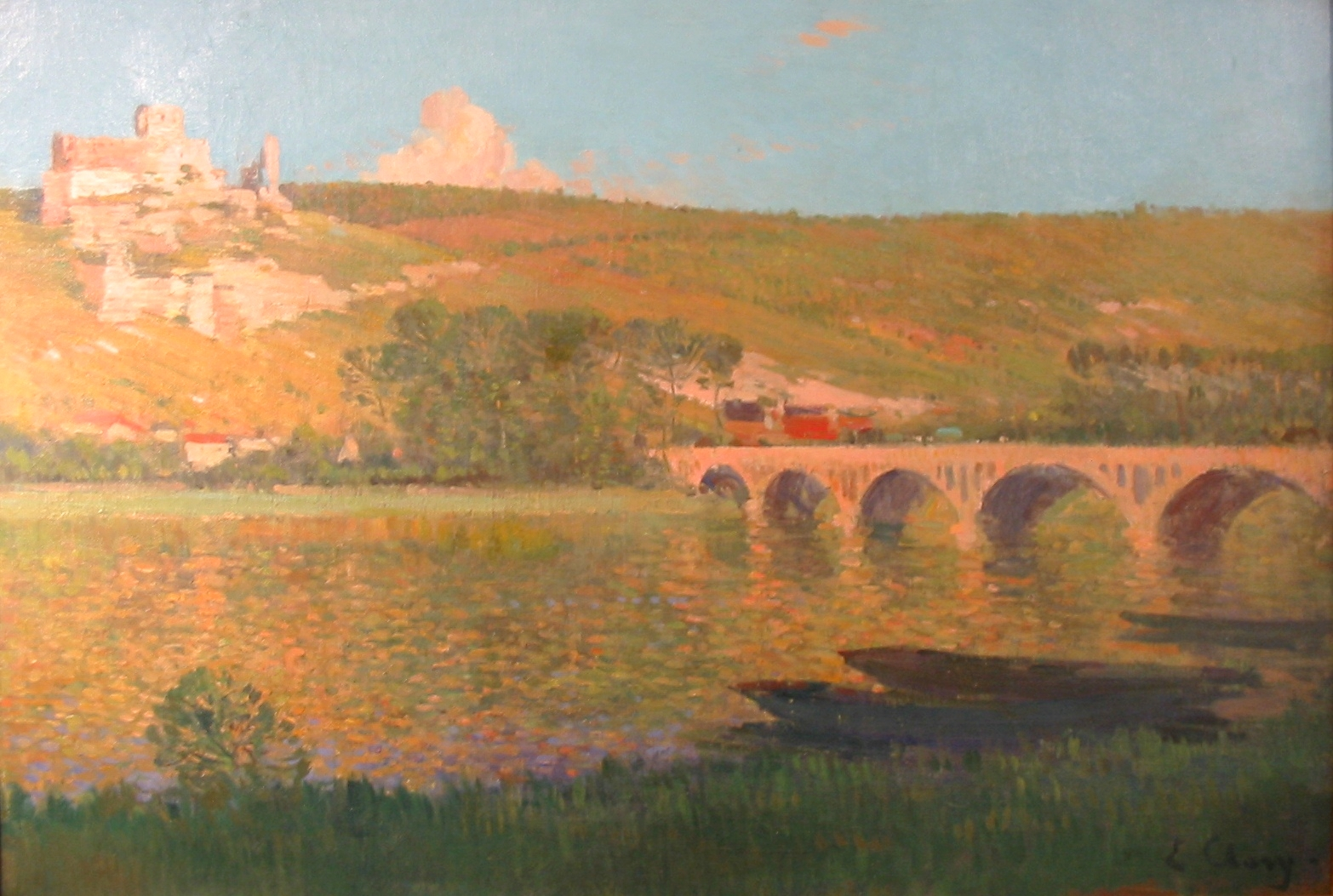
La Seine et Château-Gaillard. Jean-Eugène Clary.
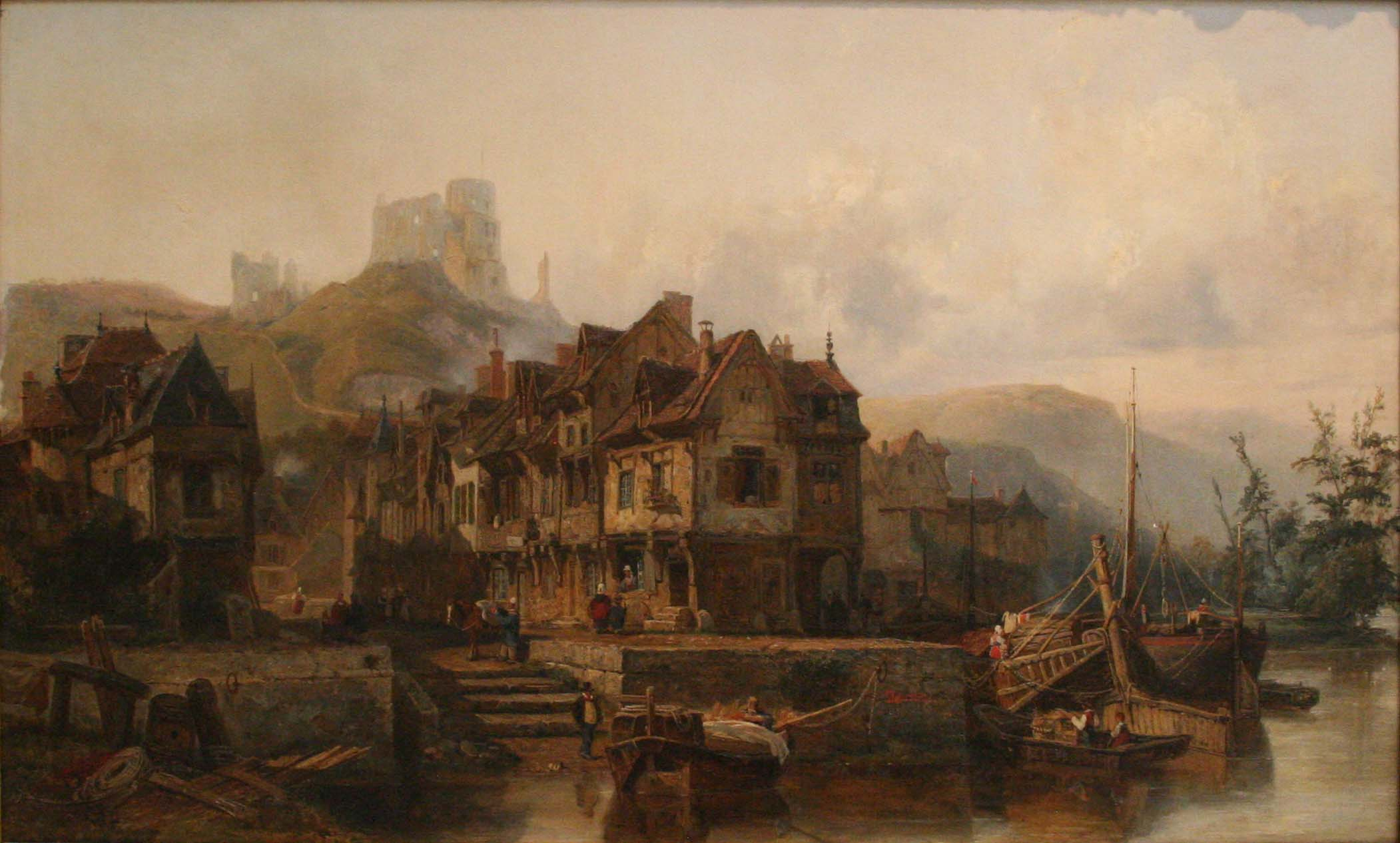
Vue des bords de la Seine sous le Château Gaillard, aux Andelys lieu de naissance de Nicolas Poussin. Félix Danvin, 1834. Musée Fabre, Montpellier.

### Héraldique
| Blason de Les Andelys | Blason  | Parti, au premier d'argent, à deux grappes de raisin de sable, dont une en pointe défaillante à senestre ; au deuxième d'azur, à deux tours d'argent, dont une en pointe défaillante à dextre ; au chef de gueules, chargé de trois fleurs de lis d'or Devise / CriFecit utraque unam |
| Blason de Les Andelys | Détails | Blasonnement des armes traditionnelles de la ville des Andelys, telles que rapporté par Malte-Brun, dans la France illustrée (1882). |
| Blason de Les Andelys | Alias   | D'argent, à trois grappes de raisin de sinople, deux en chef et une en pointe Il s'agit du blason du Grand Andely Malte-Brun signalait en outre qu'on rencontre parfois ce blasonnement sous une forme simplifiée.                                                                    |
| Blason de Les Andelys | Alias   | D'azur, à trois tours d'argent, au chef cousu de gueules chargé de trois fleurs de lys d'or. Blasonnement du Petit Andely |

## Pour approfondir

#### Bases de données et dictionnaires
- Site officiel
- Ressources relatives à la géographie :   - Insee (communes)
  - Ldh/EHESS/Cassini
- Ressource relative à la santé :   - Fichier national des établissements sanitaires et sociaux
- Ressource relative à plusieurs domaines :   - Annuaire du service public français
- Ressource relative à la musique :   - MusicBrainz
- Notice dans un dictionnaire ou une encyclopédie généraliste :   - Brockhaus
- Notices d'autorité :   - VIAF
  - BnF (données)
  - LCCN
  - GND
  - Israël